# Emile Claus

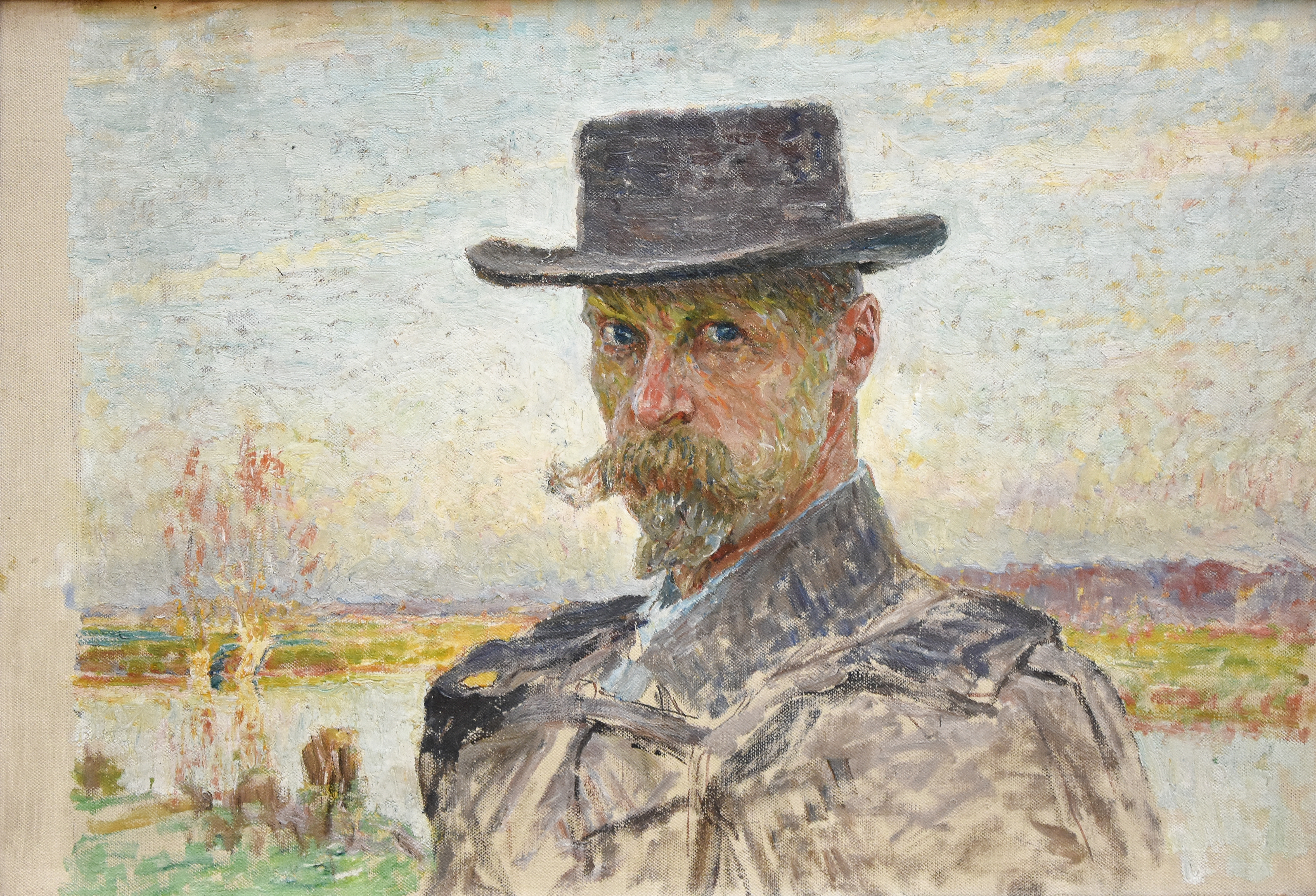
Zelfportret (ca. 1912) in het MSK te Gent

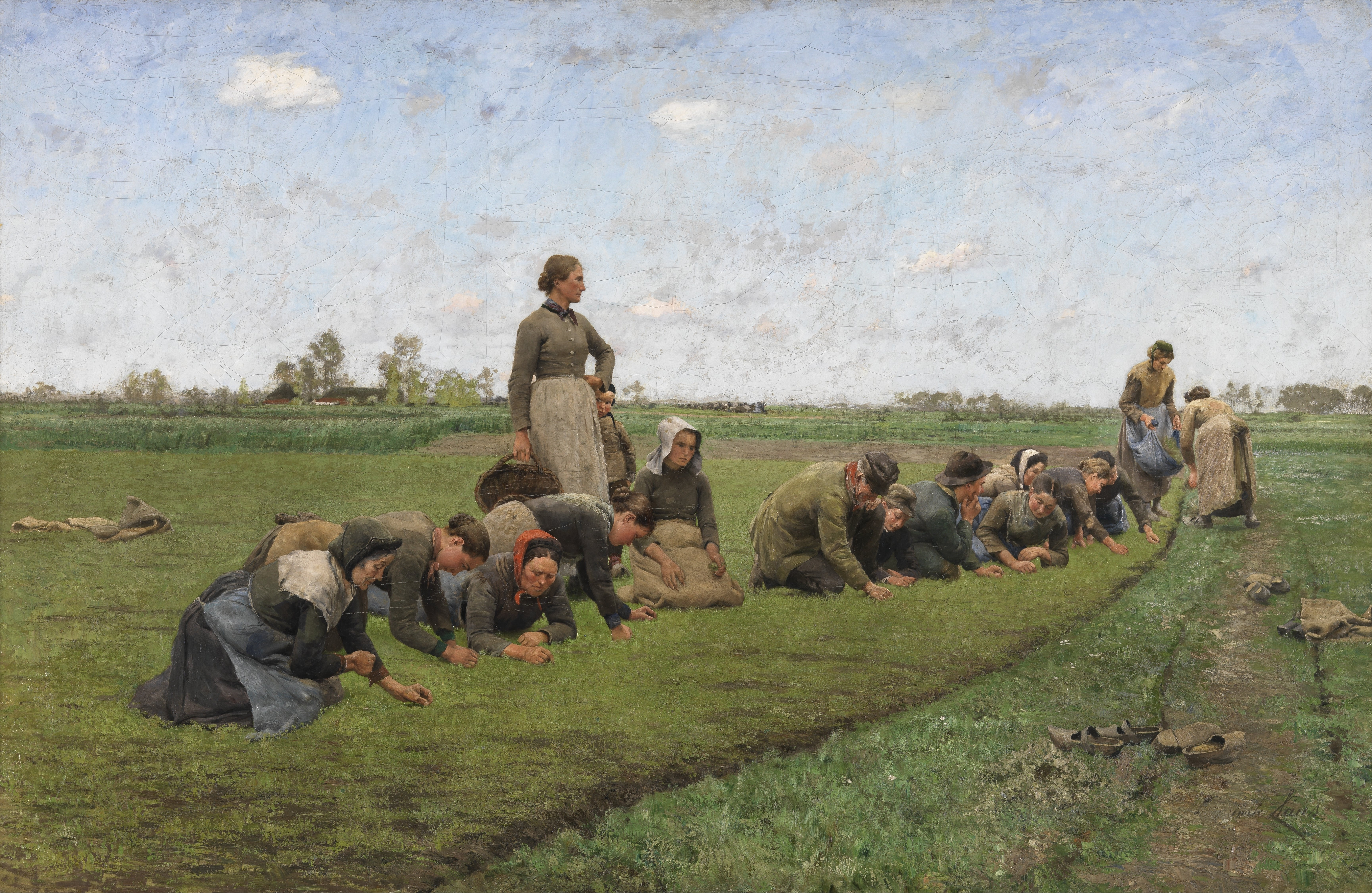
Vlaswieden in Vlaanderen (1887)

Emile Claus (Sint-Eloois-Vijve, 27 september 1849 - Astene (nabij Deinze), 5 juni 1924) was een Vlaams kunstschilder. Hij was de belangrijkste vertegenwoordiger van het impressionisme in België.

## Levensloop
Tussen 1869 en 1874 studeerde hij aan de Koninklijke Academie voor Schone Kunsten van Antwerpen bij onder meer de landschapsschilder Jacob Jacobs. Hij vestigde zich dan in Antwerpen waar hij vooral portretten en realistische, anekdotische genrestukken schilderde.

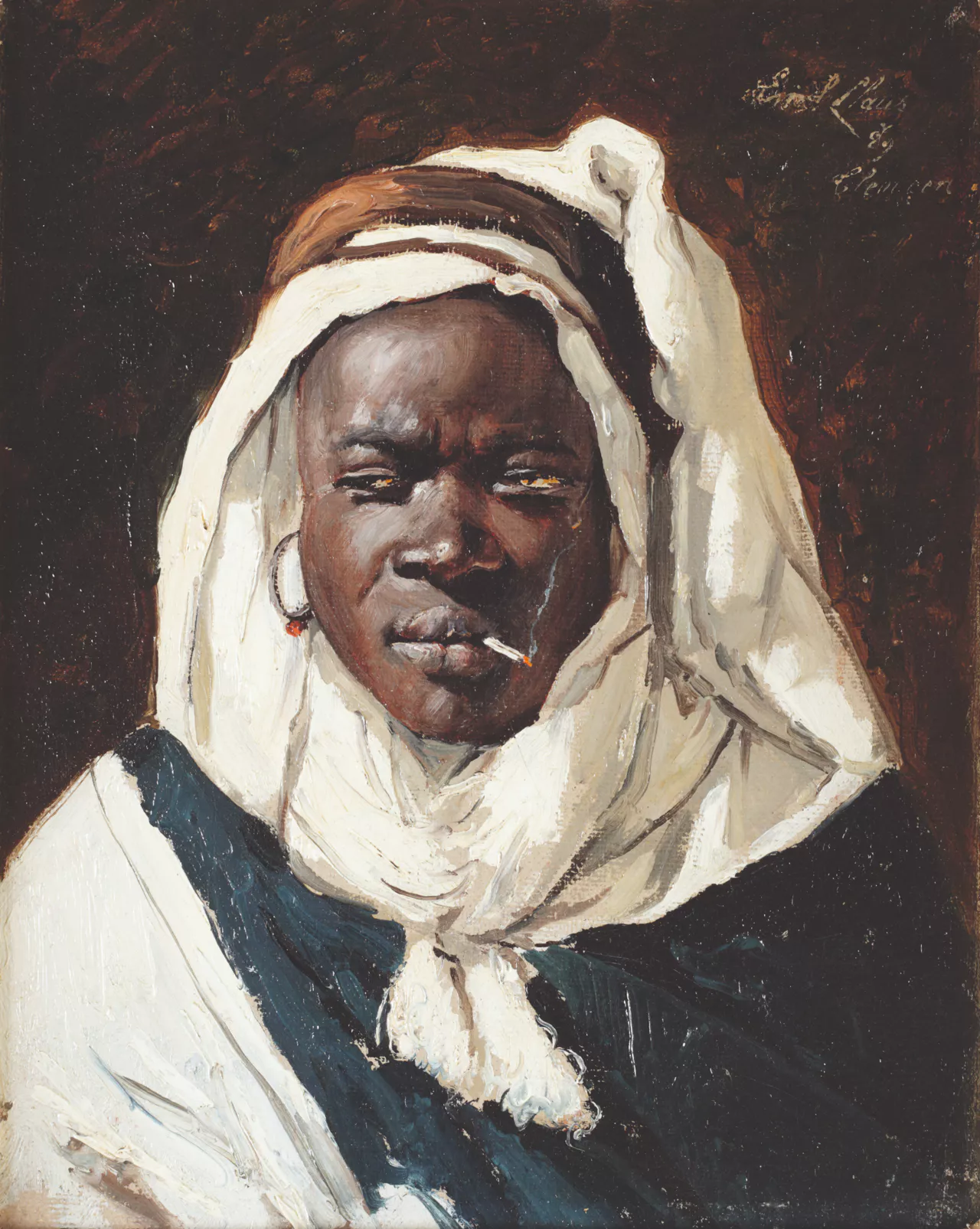
Roker in Tlemcen, 1879 (The Phoebus Foundation)

In 1879 bezocht Claus Spanje en Noord-Afrika, waar zijn liefde voor licht en kleur opbloeide. In Algerije, dan nog een Franse kolonie, bezoekt hij o.a. Oran en Tlemcen, een eeuwenoude Berberse stad, waar hij kleinformaatschilderijen en -aquarellen maakte van markante lokale personages en volkse scènes.
In 1882 oogstte hij zijn eerste succes met het monumentale doek Hanengevecht in Vlaanderen, dat op het Parijse Salon wordt tentoongesteld. In 1883 vestigde hij zich in Astene, in villa "Zonneschijn" aan de oevers van de Leie. Hij huwde in 1886 met Charlotte Dufaux, dochter van Edouard Dufaux, notaris te Deinze, en een nichtje van Leon Dufaux, notaris te Waregem.

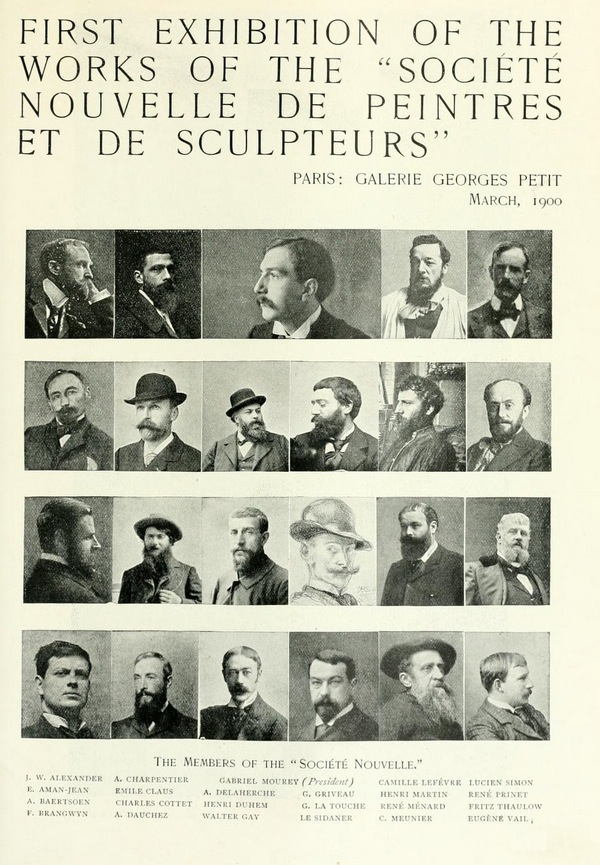
Société nouvelle de peintres et de sculpteurs, first exhibition in Galerie Georges Petit (Paris), 1900

Aangespoord door zijn vriend, de schrijver Camille Lemonnier, en onder invloed van de Franse impressionisten zoals Claude Monet, waarvan hij de werken tijdens zijn reizen naar Parijs in de periode rond 1890 leerde kennen, veranderde Claus zijn stijl, weg van het naturalistische realisme van de School van Barbizon, naar een eigen impressionistische stijl met een lumineus coloriet (het luminisme). Men beschouwt hem als de leider van het Belgische luminisme; in 1900 nam Claus in Parijs deel aan de 1e tentoonstelling van de pas opgerichte Société nouvelle de peintres et de sculpteurs, waarvan hij lid was.
In 1904 stichtte hij de Kring "Vie et Lumière". Hij raakte zo bekend als de "zonneschilder" en de "schilder van de Leie". Zijn schilderijen De bietenoogst uit 1890 en De ijsvogels uit 1891 zijn belangrijke scharnierwerken in deze evolutie.
In de volgende jaren reisde hij veel, onder meer naar de Verenigde Staten en tweemaal naar Venetië, en tijdens de Eerste Wereldoorlog verbleef hij in ballingschap in Londen waar hij een reeks zichten van de Theems maakte, bekend als de "weerspiegelingen op de Theems". Na de oorlog keerde hij terug naar Astene, waar hij na zijn dood begraven werd.
Een belangrijk persoon in het leven van Emile Claus was de schilderes Jenny Montigny. Na het zien van zijn schilderij De ijsvogels besloot Jenny les te volgen in zijn atelier te Astene. Als leerlinge reisde ze gedurende jaren over en weer van Gent naar Astene. Emile Claus was 26 jaar ouder dan zij; ze begonnen een verhouding die zou duren tot aan de plotse dood van Claus, één dag voor hij Koningin Elisabeth van België zou ontmoeten.
Aanvankelijk was zijn graf te vinden op het gemeentelijk kerkhof van Astene. Later werd hij door toedoen van zijn echtgenote ontgraven en herbegraven in zijn eigen tuin, naast hun Villa Zonneschijn, omdat zijn minnares, Jenny Montigny, het publiek toegankelijke graf steeds opnieuw vol bloemen bleek te leggen. Charlotte vroeg George Minne om hiervoor een grafbeeld te ontwerpen.

#### Andere bekende leerlingen
- Yvonne Serruys, schilderes en beeldhouweres, die, samen met architect Oscar Van de Voorde, het Monument ter ere van Emile Claus ontwierp, ingehuldigd op 9 mei 1926 te Gent door koningin Elisabeth.[5]
- Anna De Weert, née Cogen, schilderes, gehuwd met de Gentse schepen Maurice De Weert, was een van de drijvende krachten achter het Claus-monument.[5]

#### Villa Zonneschijn
Het voormalige jachtpaviljoen wordt door Claus en zijn echtgenote gebruikt als ontmoetingsplaats voor hun ruime vriendenkring waaronder dichters, schrijvers en beeldhouwers zoals Cyriel Buysse, Pol de Mont, Camille Lemonnier, Henri Le Sidaner en Constantin Meunier.

## Eretekens
- 1911: Lid van de Académie royale des sciences, des lettres et des beaux-arts de Belgique.[7],[8]
- 1919: Commandeur in de Leopoldsorde.[9]

## Musea
De werken van Emile Claus zijn verspreid over de hele wereld. Ze hangen onder andere in Adelaide, Barcelona, Bayonne, Bergen, Berlijn, Brugge, Brussel, Deinze, Den Haag, Deurle, Doornik, Firenze, Göteborg, Lille, Luik, Oostende, Osaka, Parijs, Reims, Rome, Venetië, Verviers en Warschau. De meeste werken van hem zijn te zien in het Museum voor Schone Kunsten in Gent en in het museum van Deinze en de Leiestreek (mudel).

#### Jubileumjaar 2024: het "Clausjaar"
Om het 100-jarige overlijden van Claus te vieren, worden in 2024 talrijke evenementen gepland door de stad Deinze rond het thema "Emile Claus. Een Lichtjaar". Ook wordt door het model i.s.m. het Museum voor Schone Kunsten van Gent (MSK Gent) een prestigieuze overzichtstentoonstelling georganiseerd: Emile Claus. Prins van het luminisme, die opent op 27 september, niet toevallig de geboortedatum van de kunstenaar.

## Schilderijen
De bekendste werken van Emile Claus zijn:
- Hanengevecht in Vlaanderen, 1882, privébezit
- De oude tuinman, ca. 1885, Luik, Museum voor moderne en hedendaagse kunst (La Boverie)[14]
- De picknick, ca. 1887, Brussel, Koninklijke Verzameling België
- De bietenoogst, ca. 1890, Deinze, Museum van Deinze en de Leiestreek
- De ijsvogels, ca. 1891, Gent, Museum voor Schone Kunsten[15]
- Meisjes in het veld, 1892, Gent, Museum voor Schone Kunsten[16]
- Zomer, 1893, Antwerpen, Koninklijk Museum voor Schone Kunsten Antwerpen
- Koeien wadend door de Leie, 1899, Brussel, Koninklijke Musea voor Schone Kunsten[17]
- Zonnige dag, 1899, Gent, Museum voor Schone Kunsten[18]
- Zonneschijn, 1899, Parijs, Musée d'Orsay[19]
- Portret van Mevr. Emile Claus (Charlotte Dufaux), 1900, Doornik, Museum voor Schone Kunsten[20]
- Portret van Jenny Montigny, 1902, Brussel, Koninklijke Musea voor Schone Kunsten van België[21]
- Zonnegloed, ca. 1905, Deurle, Museum Dhondt-Dhaenens[22]
- Avond in juni, 1907, collectie Ministerie van Financiën (België)[23]
- Portret van Camille Lemonnier, 1903[24], Brussel, Camille Lemonnier-museum

De schilderijen De bietenoogst en De ijsvogels zijn in 2007 opgenomen in de lijst van Topstukken uit het roerend cultureel erfgoed van de Vlaamse Gemeenschap

## Galerij

### Werken

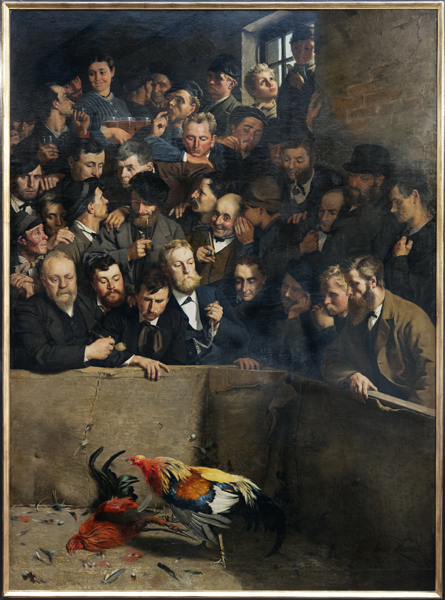
Het hanengevecht, 1882
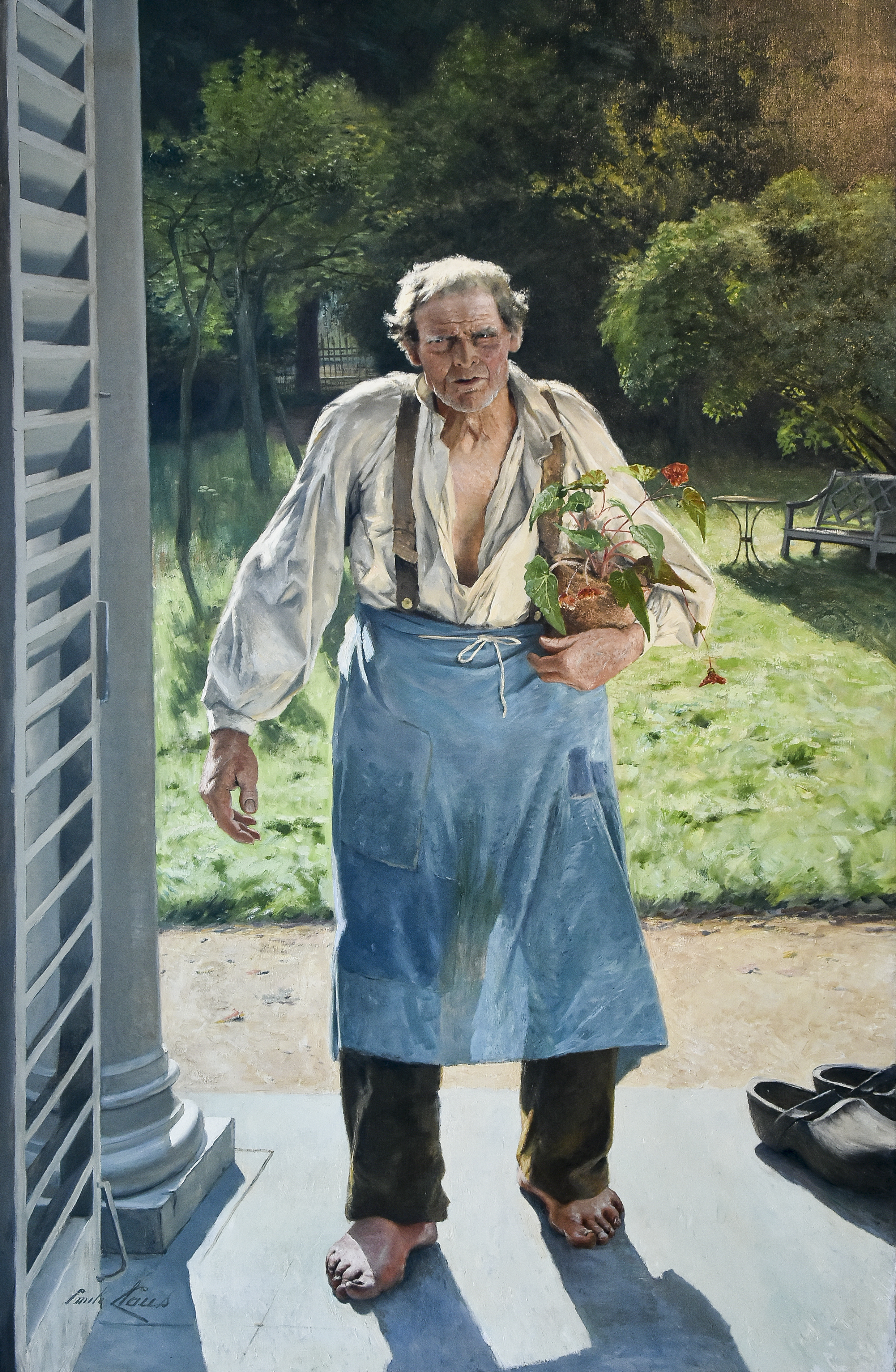
De oude tuinman, 1885
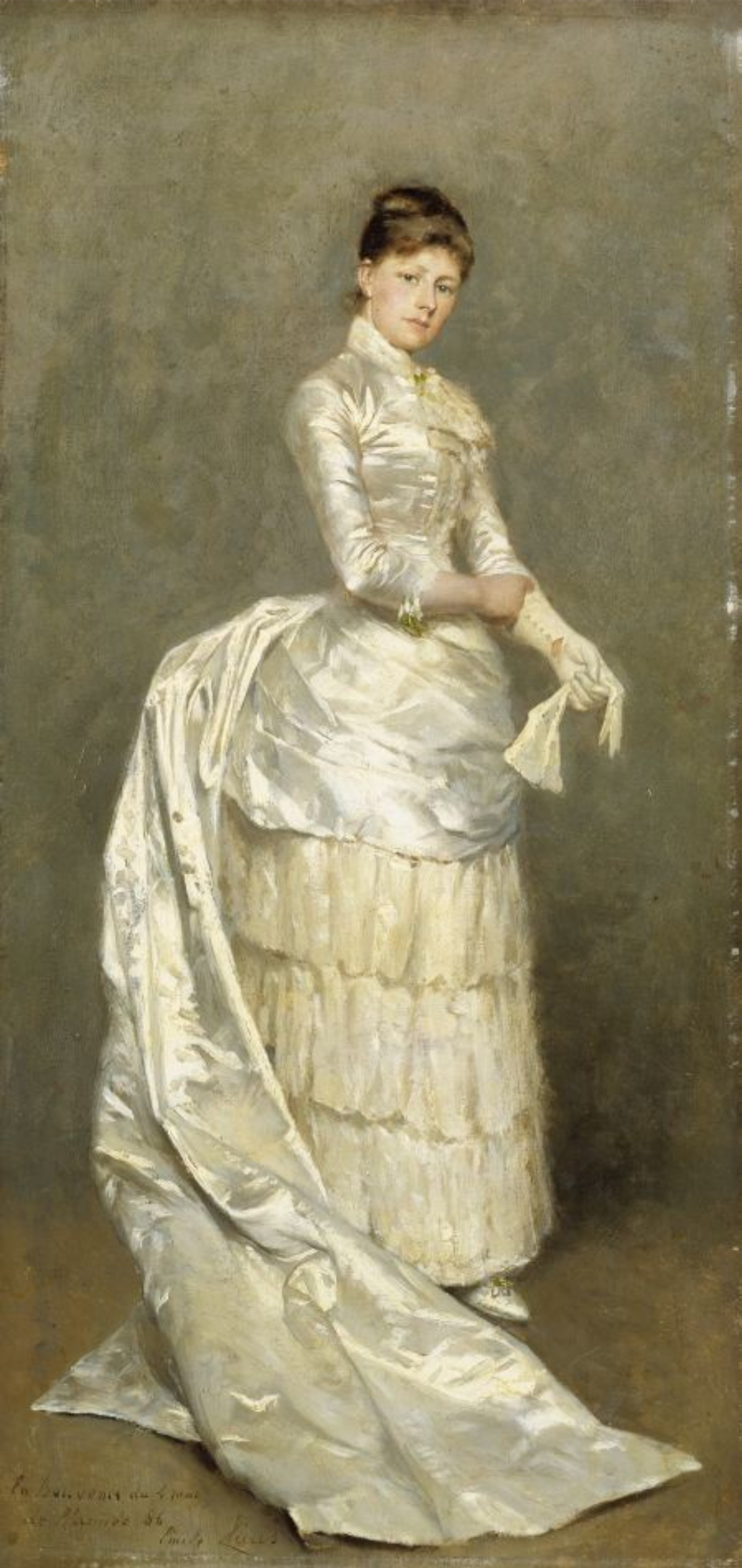
Portret mevrouw Claus met bruidskleed, 1886
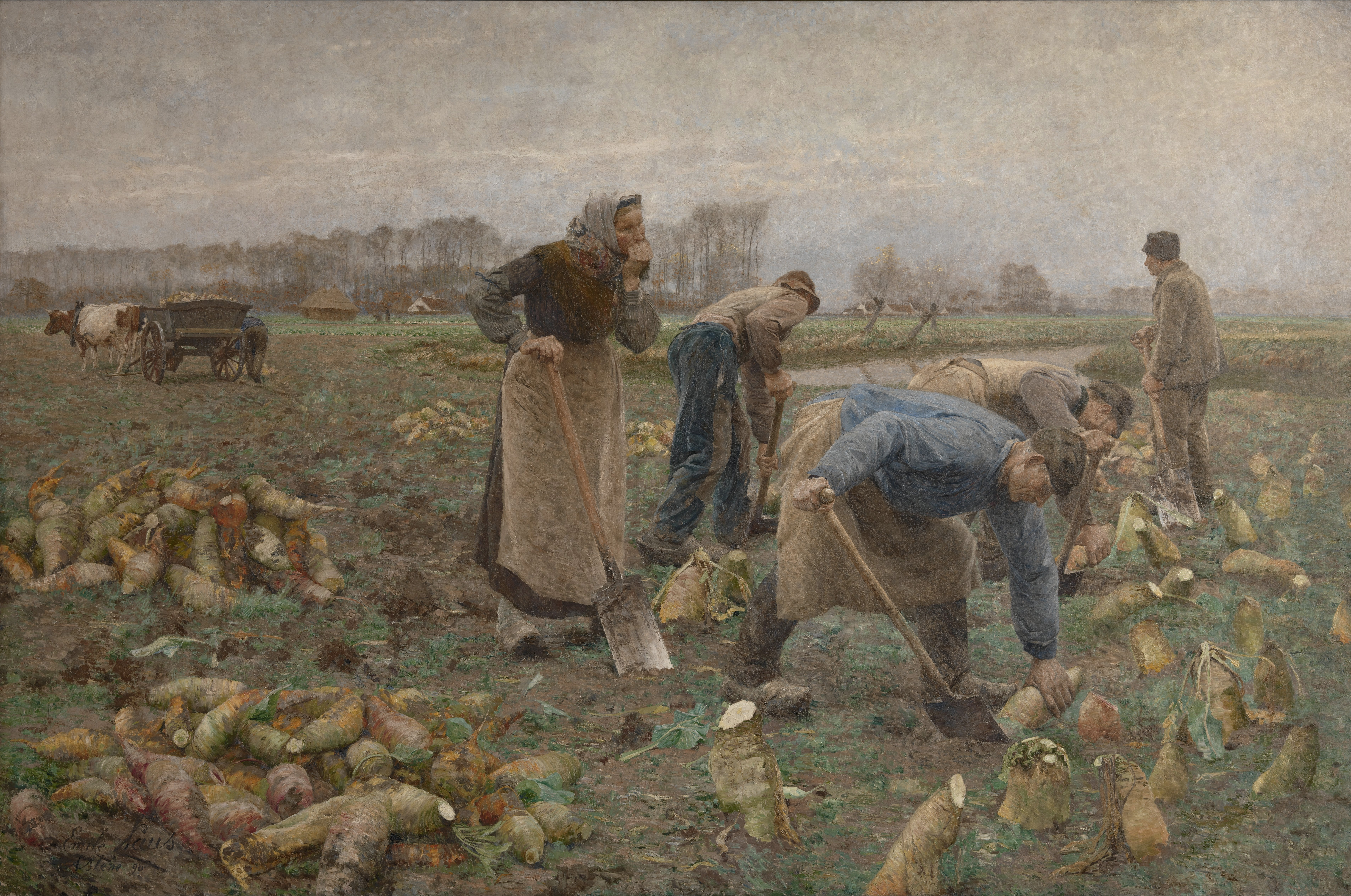
De bietenoogst, 1890
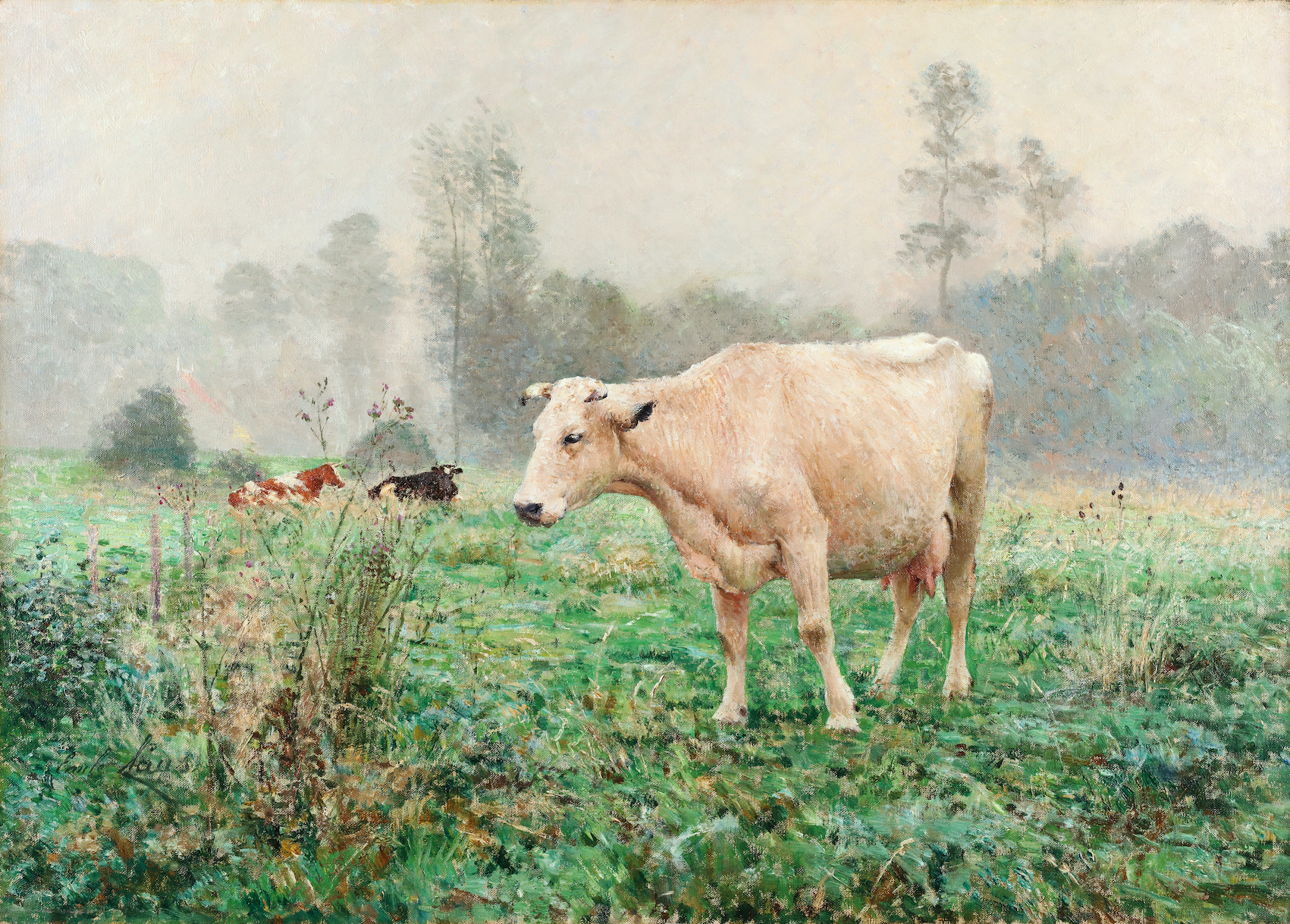
Koeien in de wei, datum onbekend
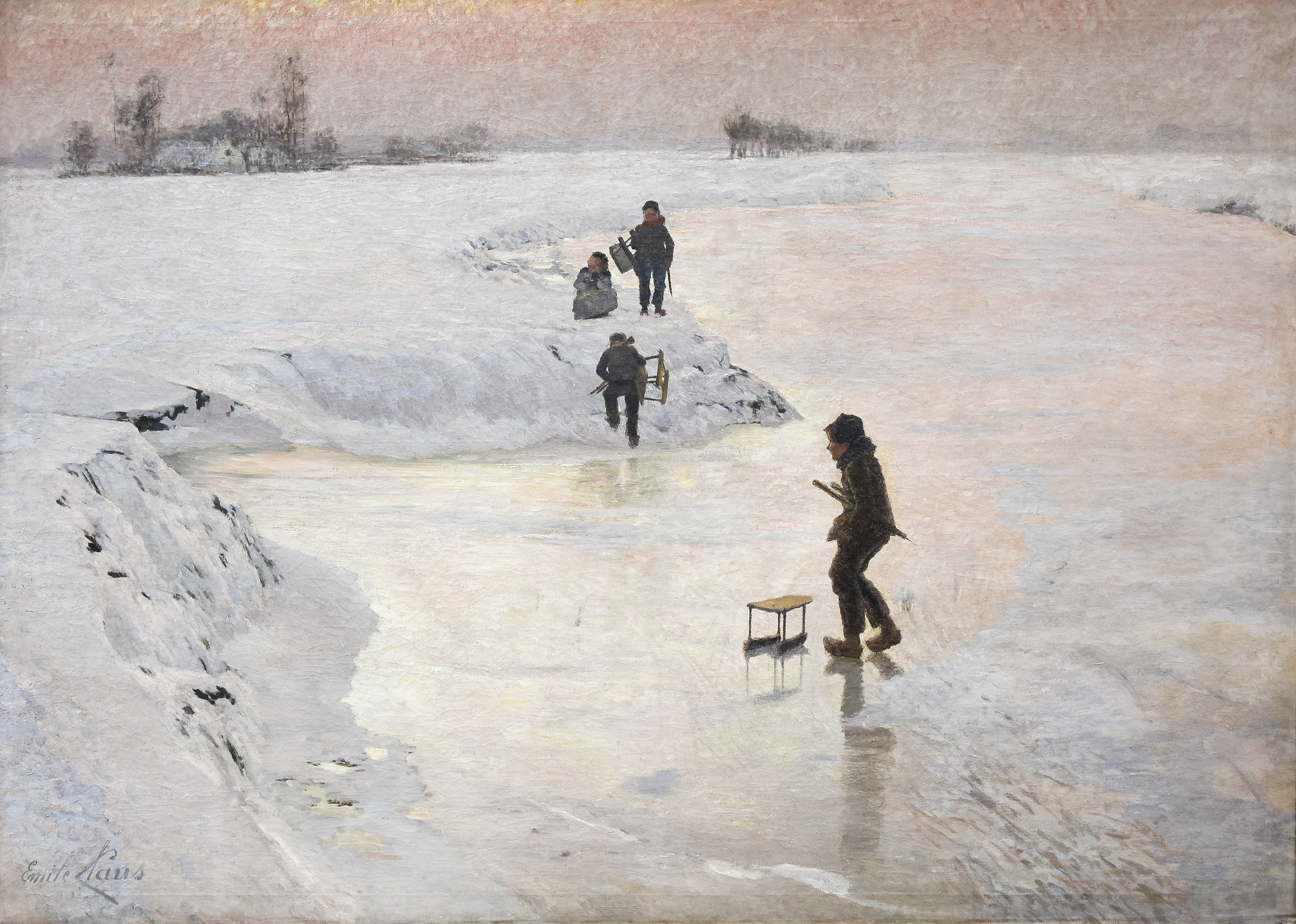
De ijsvogels, 1891
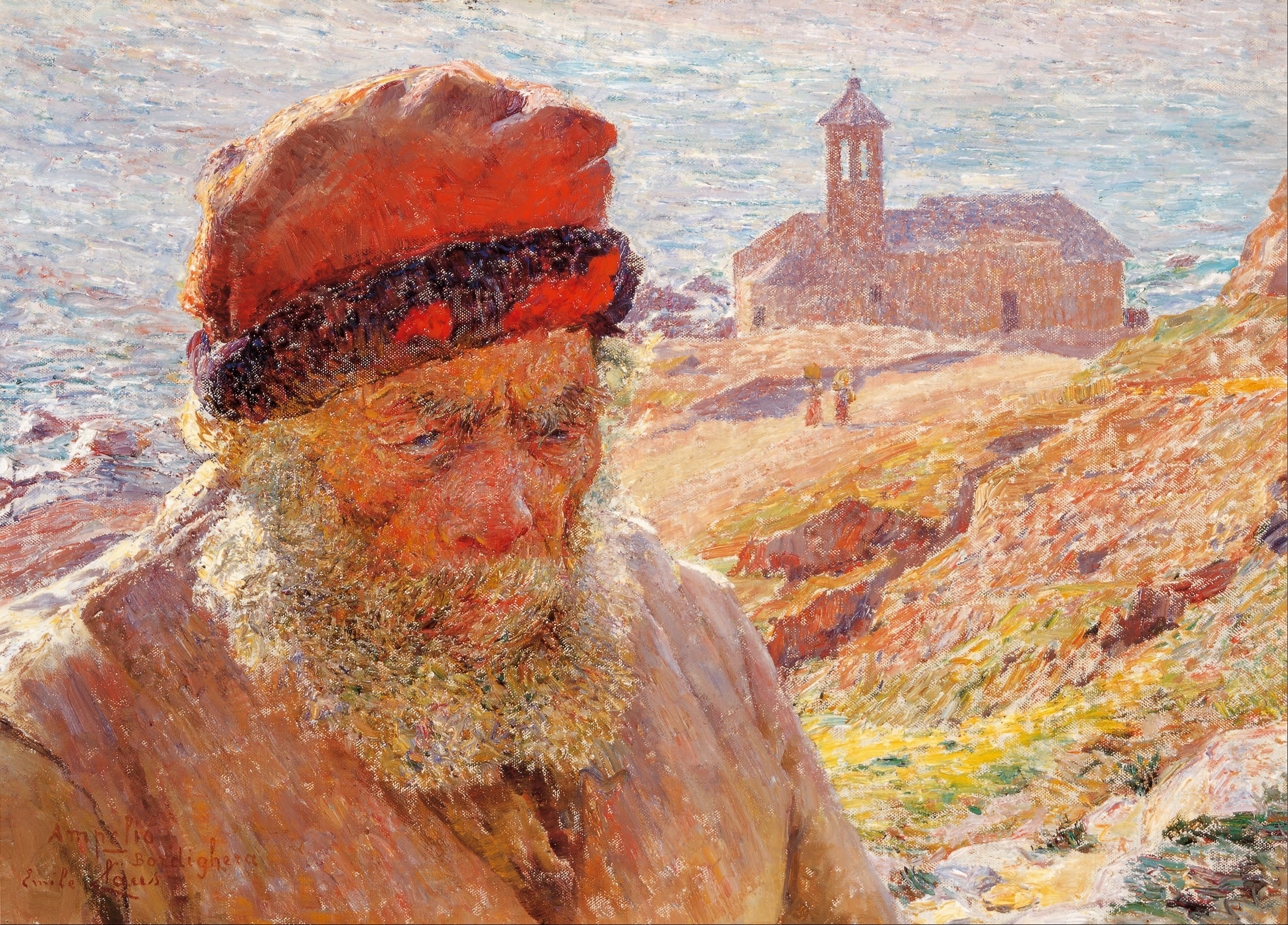
Ampelio, old fisherman of Bordighera, ca. 1898
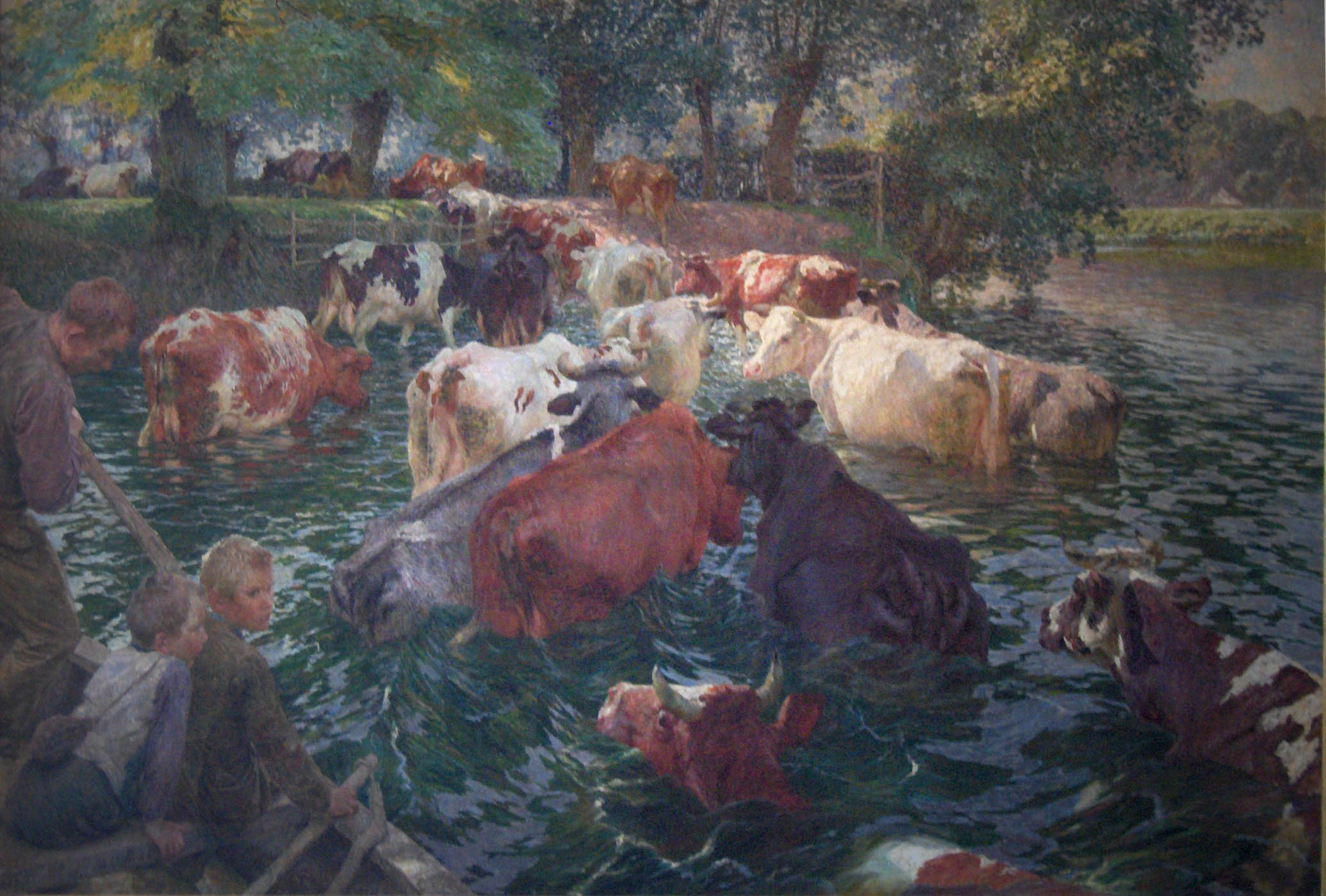
Koeien wadend door de Leie, 1899
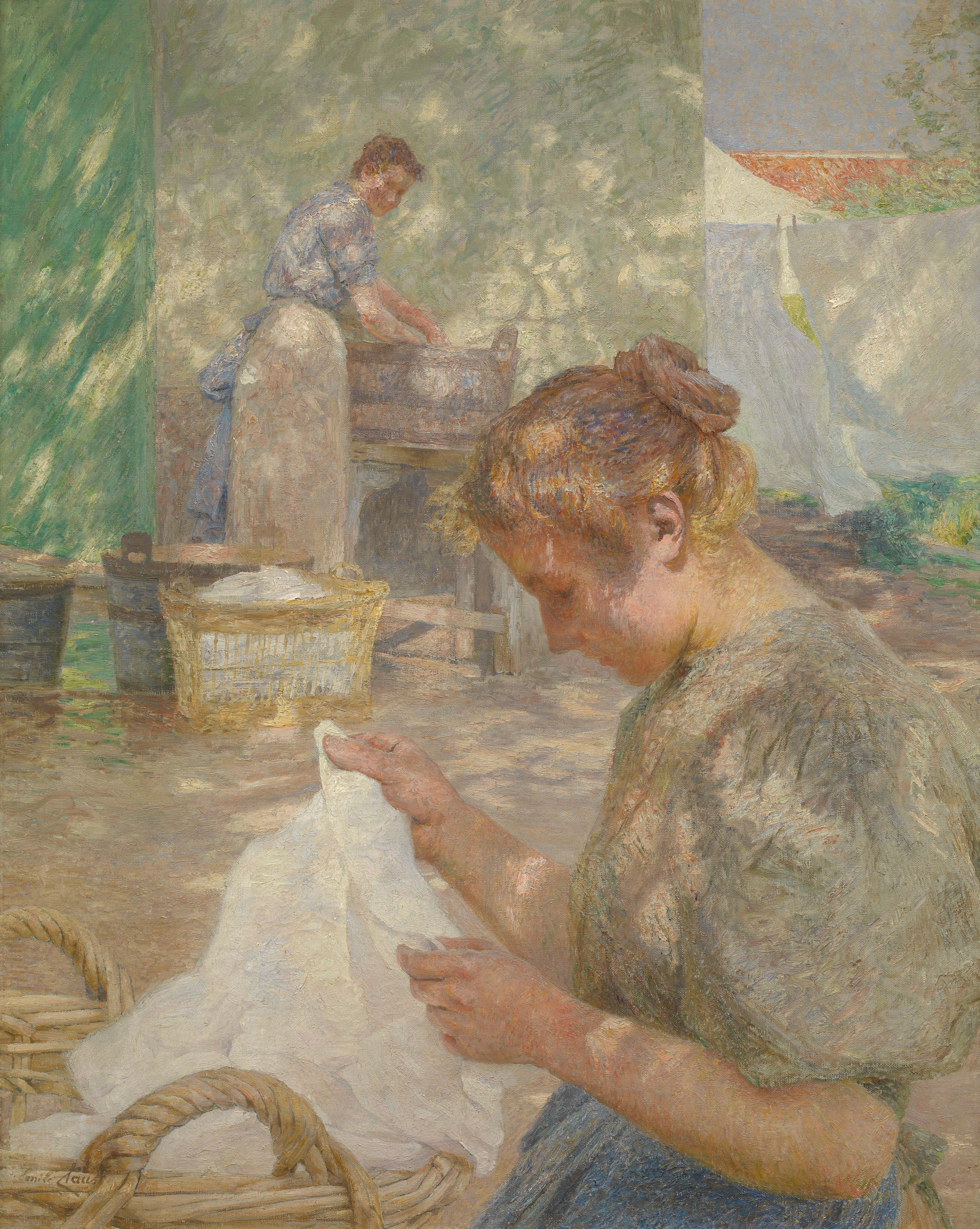
Zonnige dag, 1899
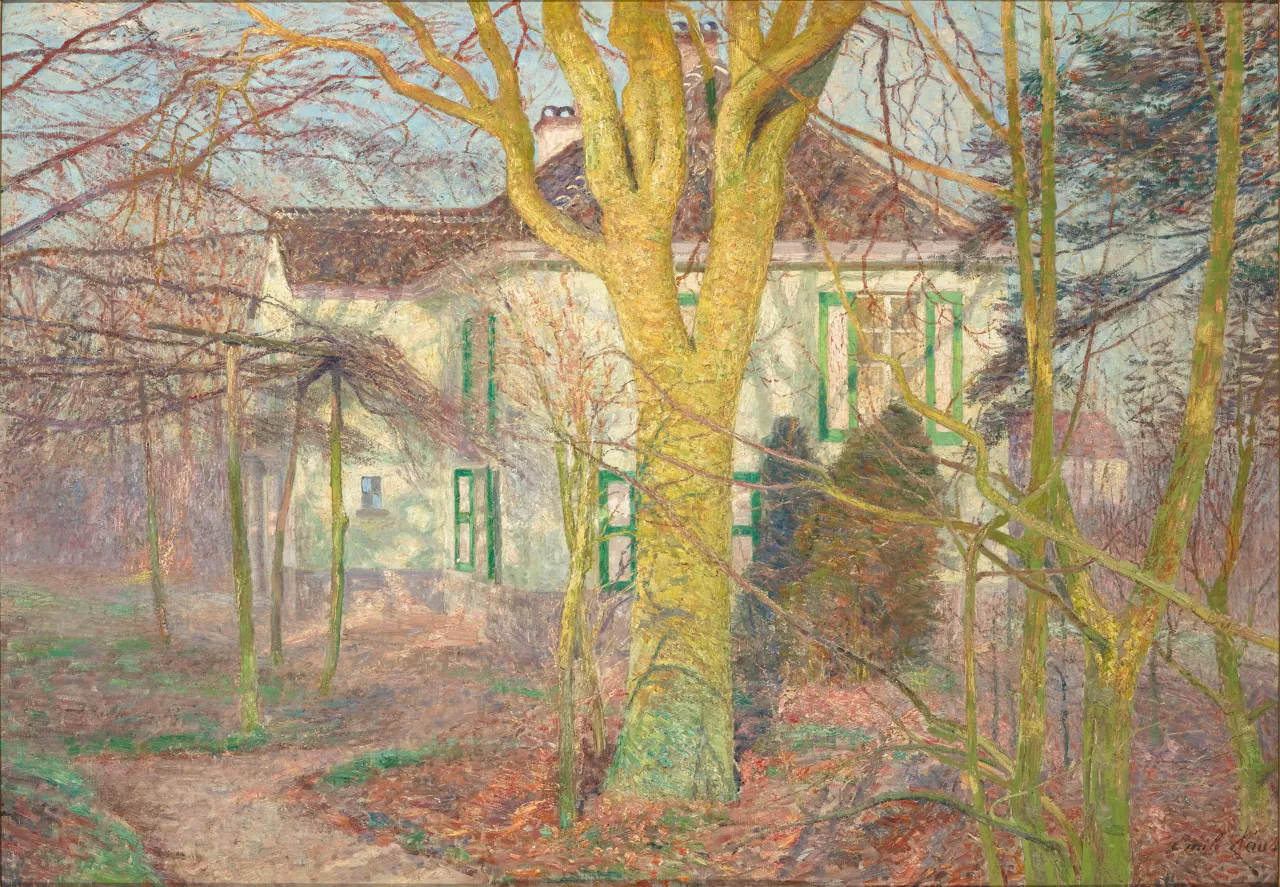
Zonneschijn, 1899
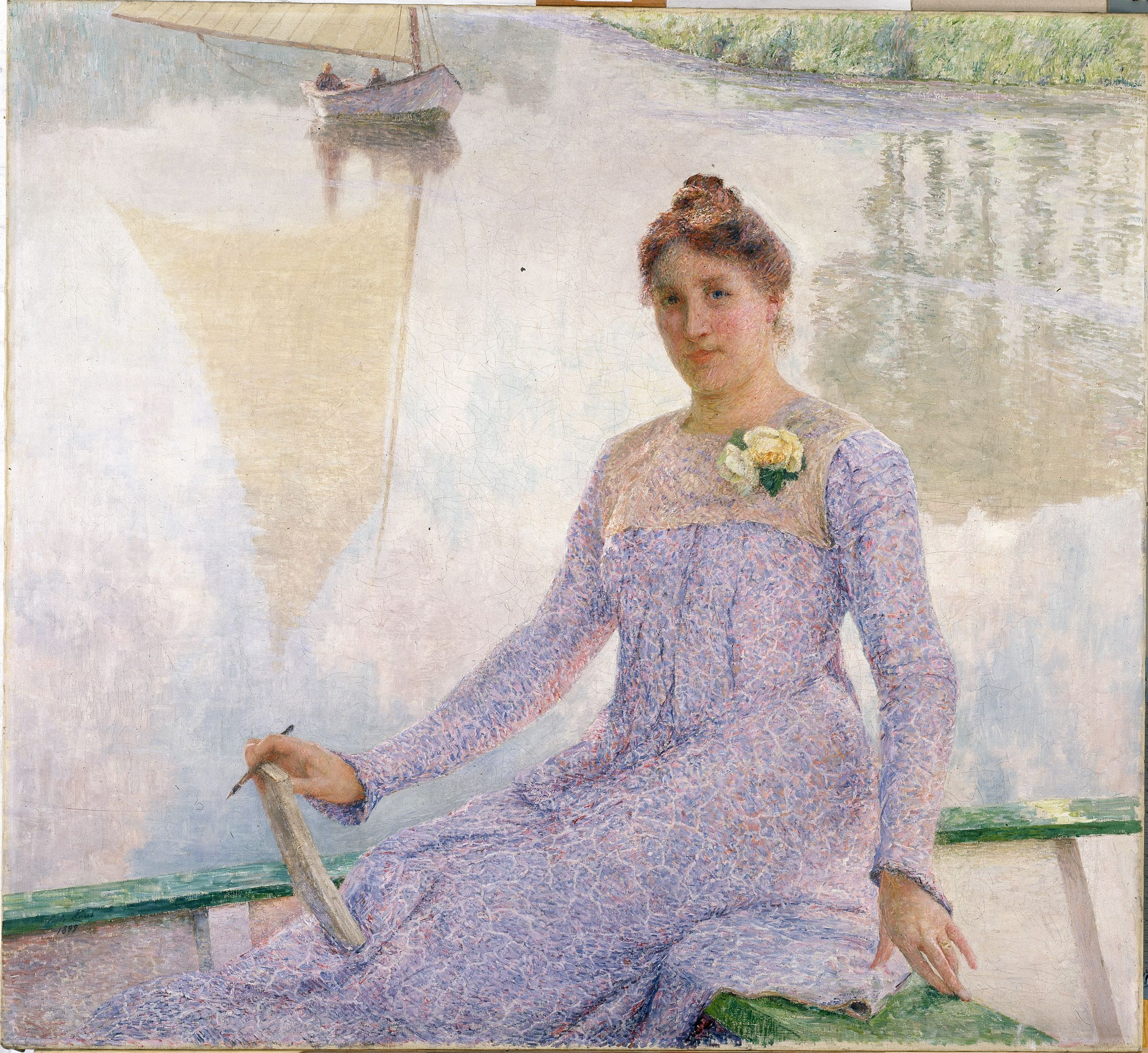
Portret van de kunstenares Anna De Weert, 1899
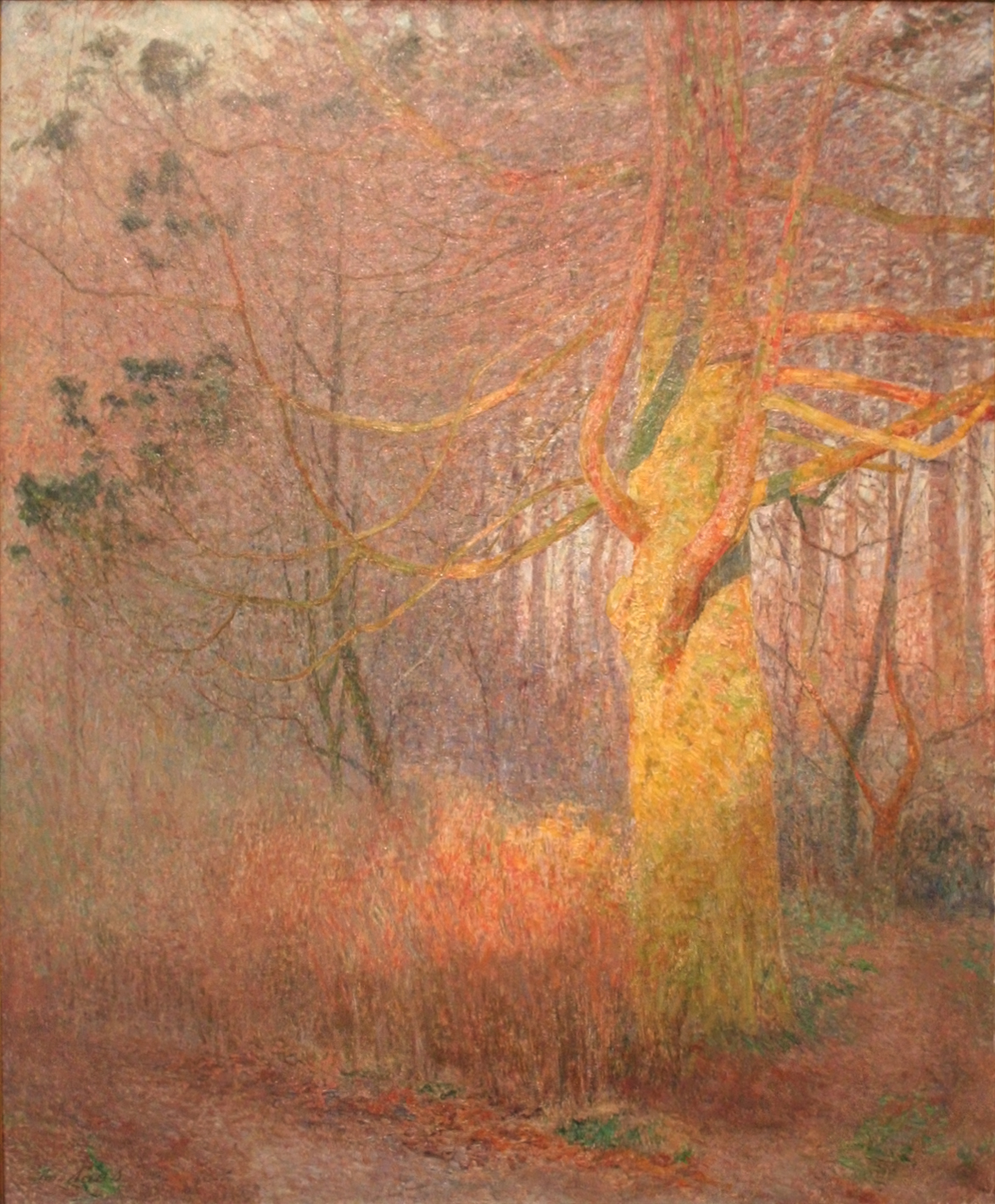
Zonnige boom, 1900
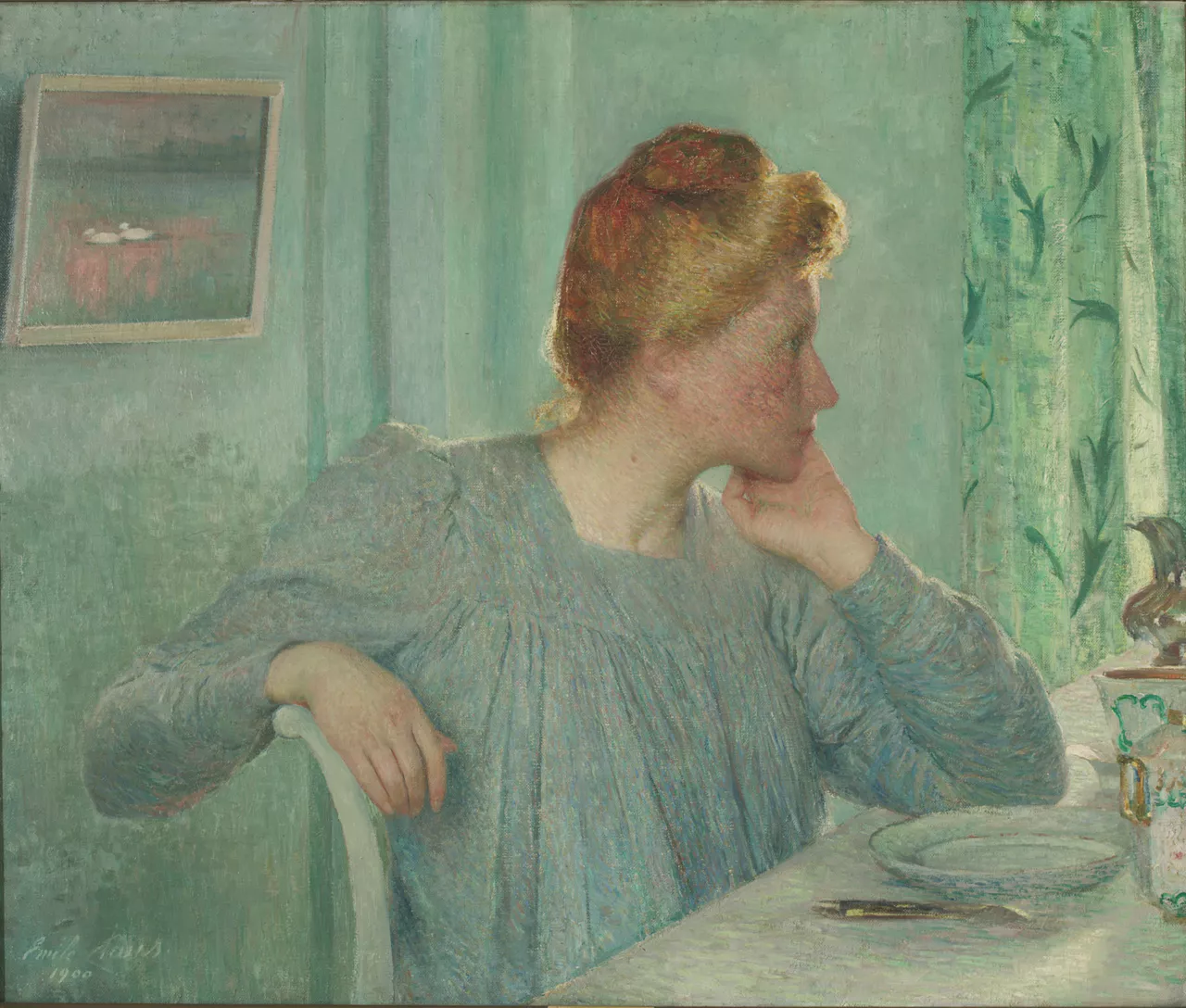
Portret van Charlotte Claus-Dufaux, 1900
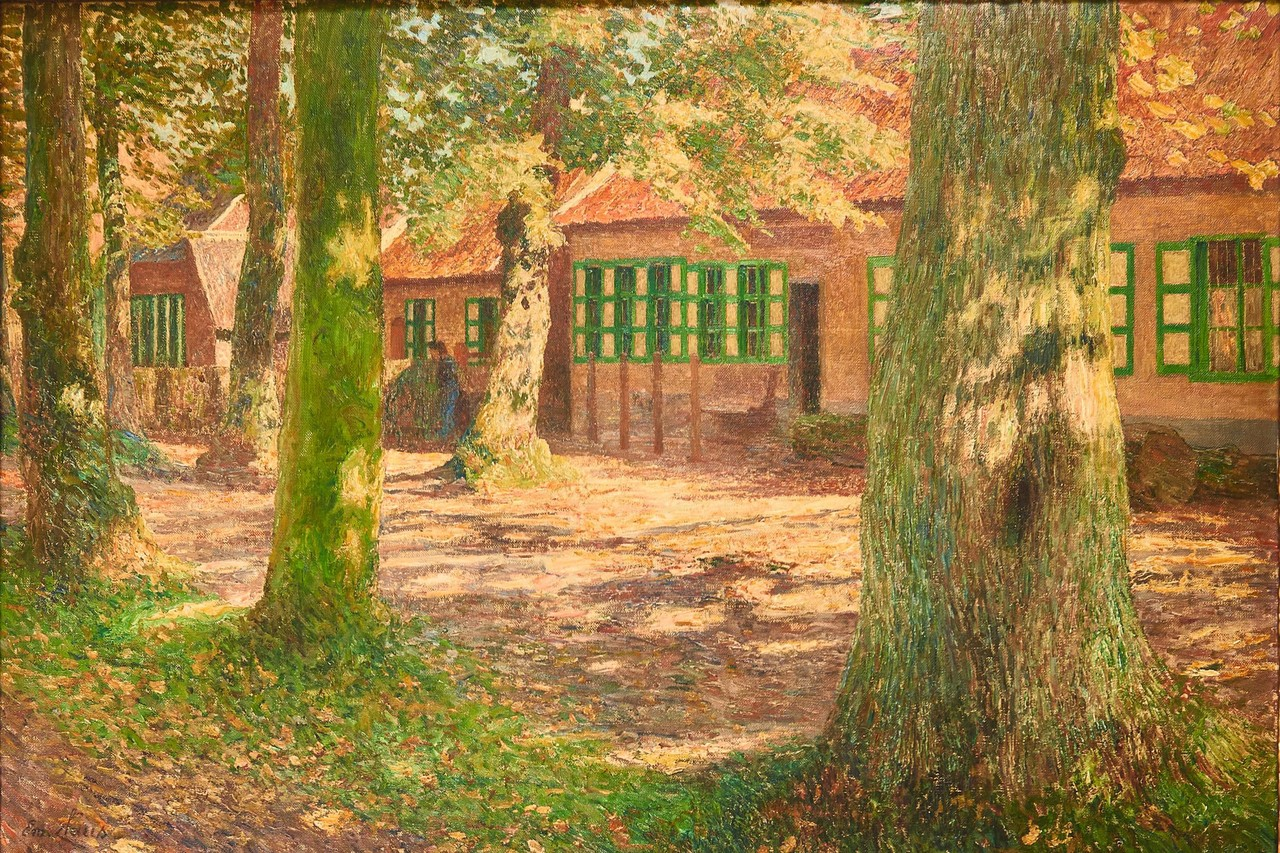
Grands arbres devant un béguinage en pays flamand, 1900
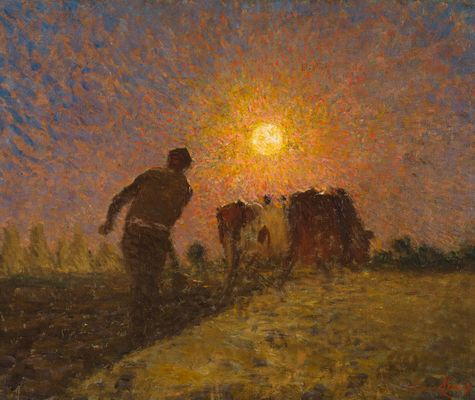
Ossengespan, 1900
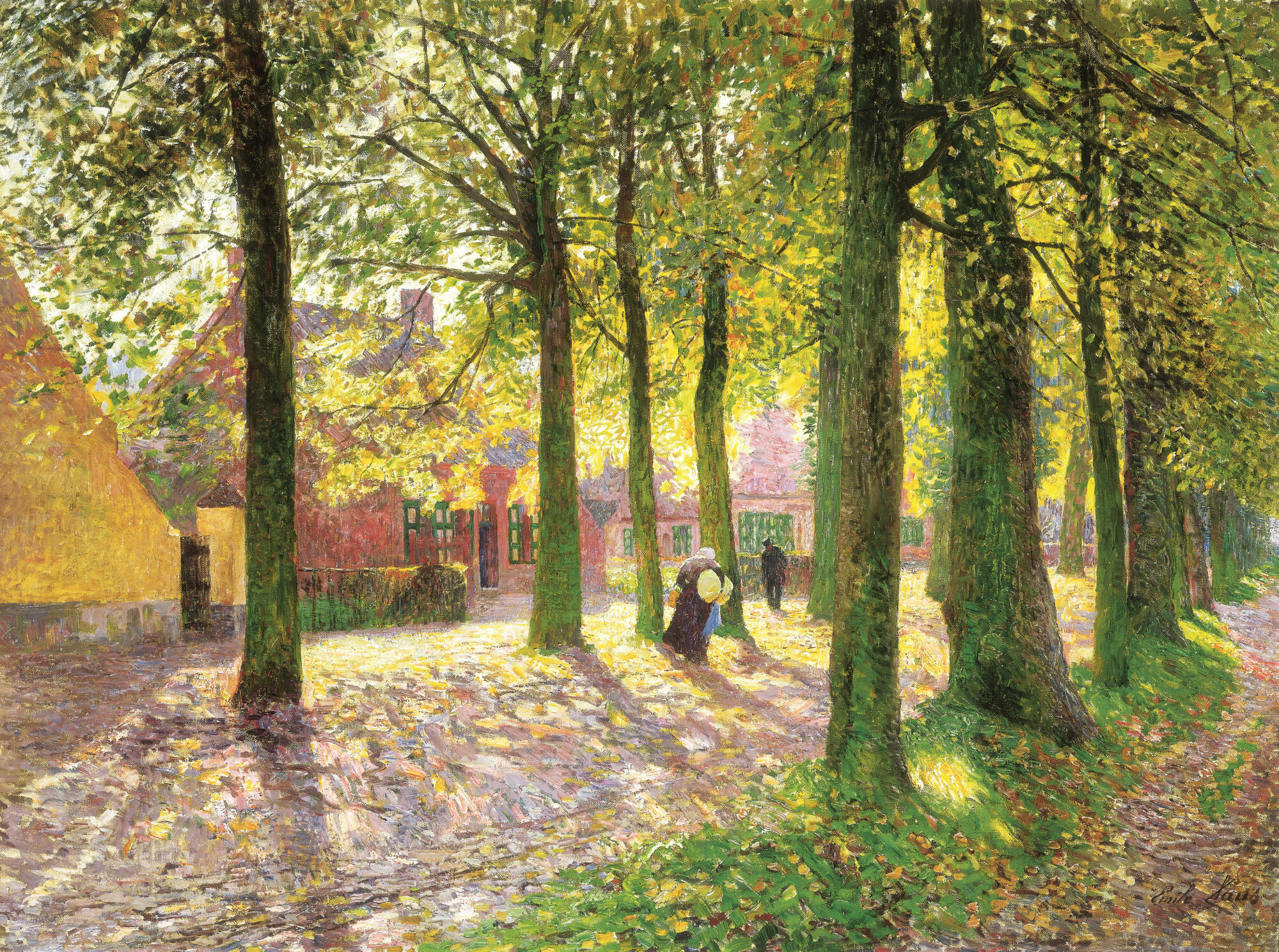
De Ooidonkdreef Bachte-Maria-Leerne, 1902
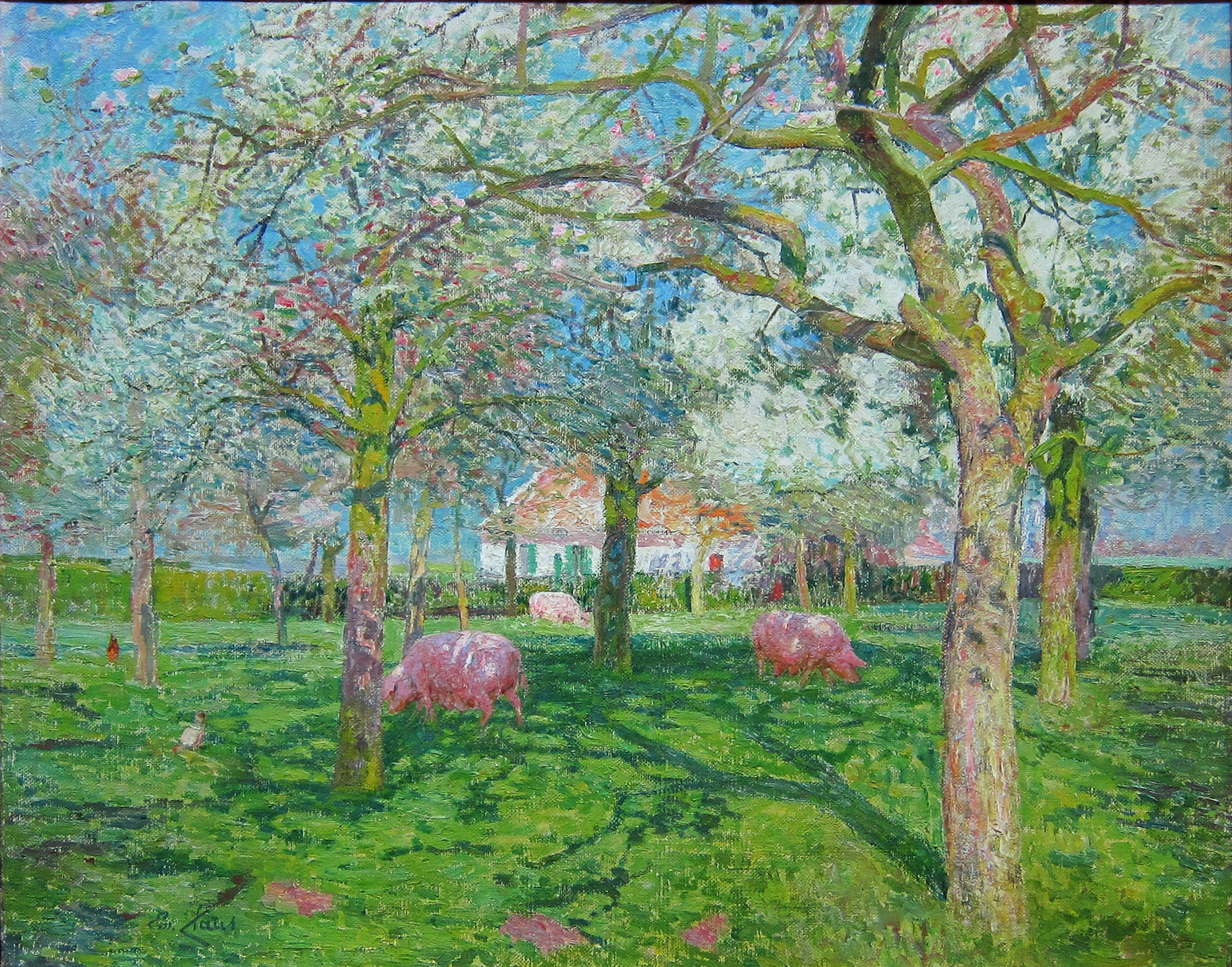
Le verger au printemps, 1902
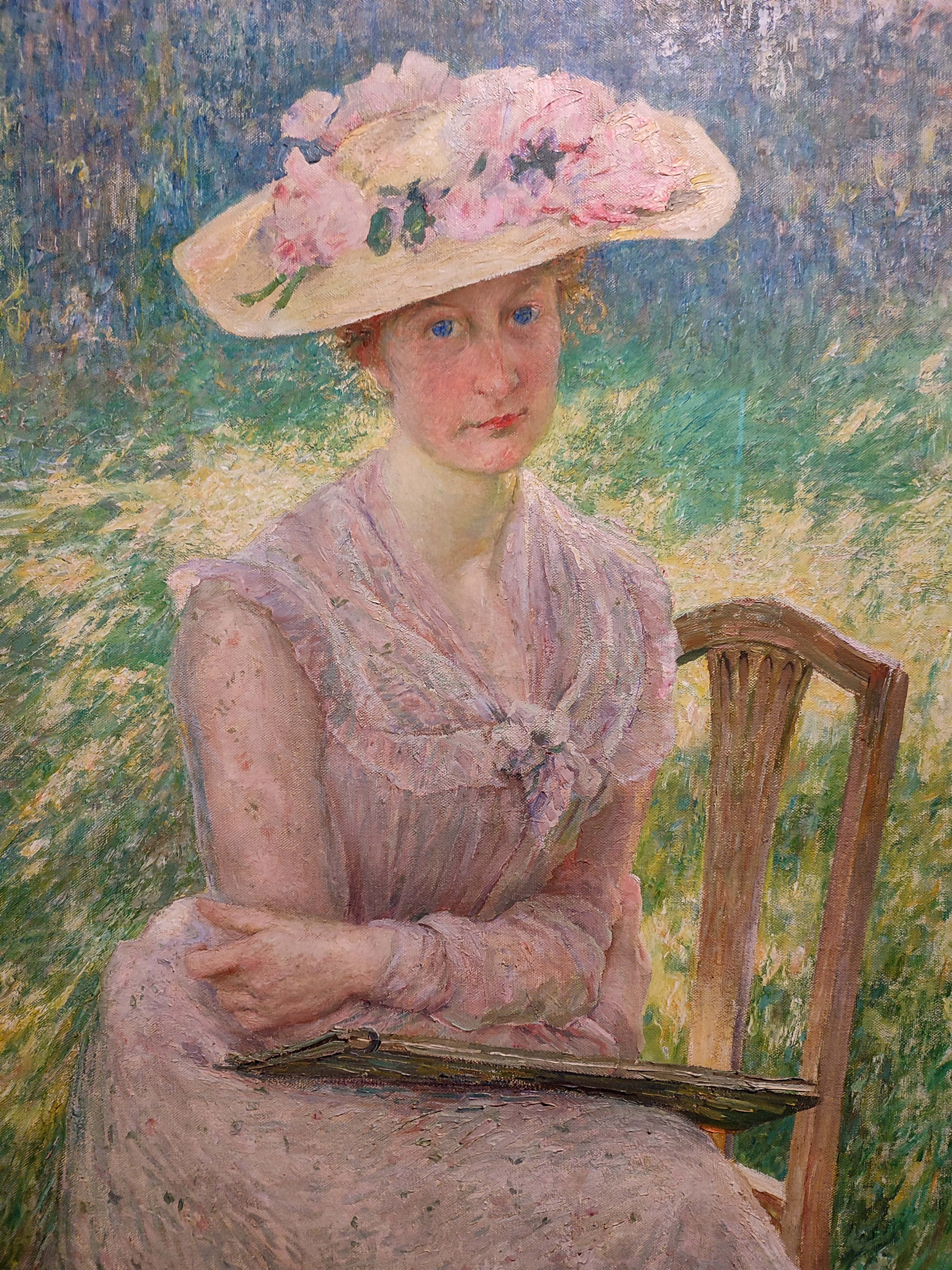
Portret van Jenny Montigny, 1902
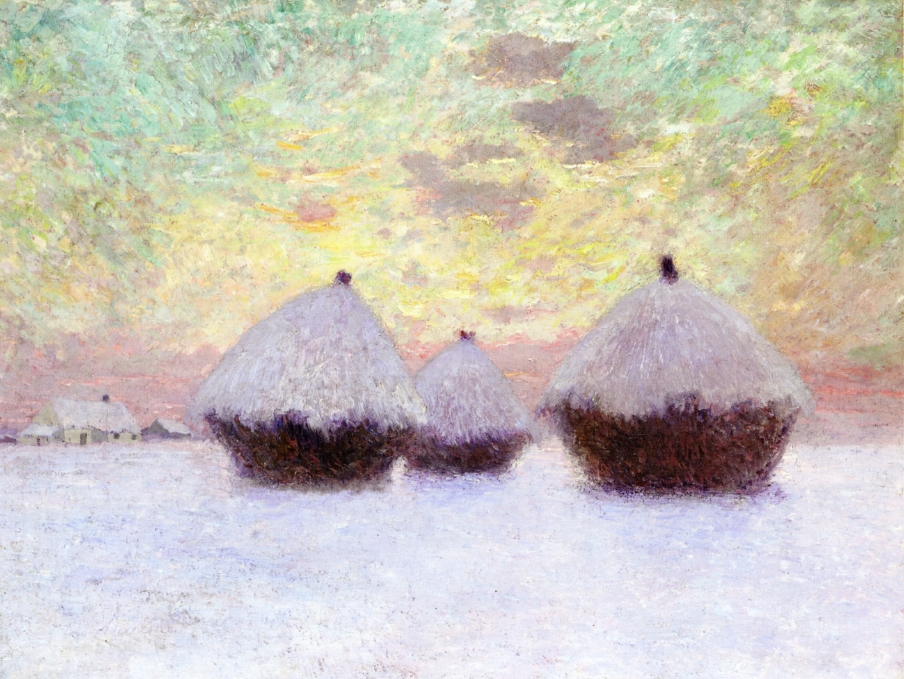
Haystacks in the Snow, 1904
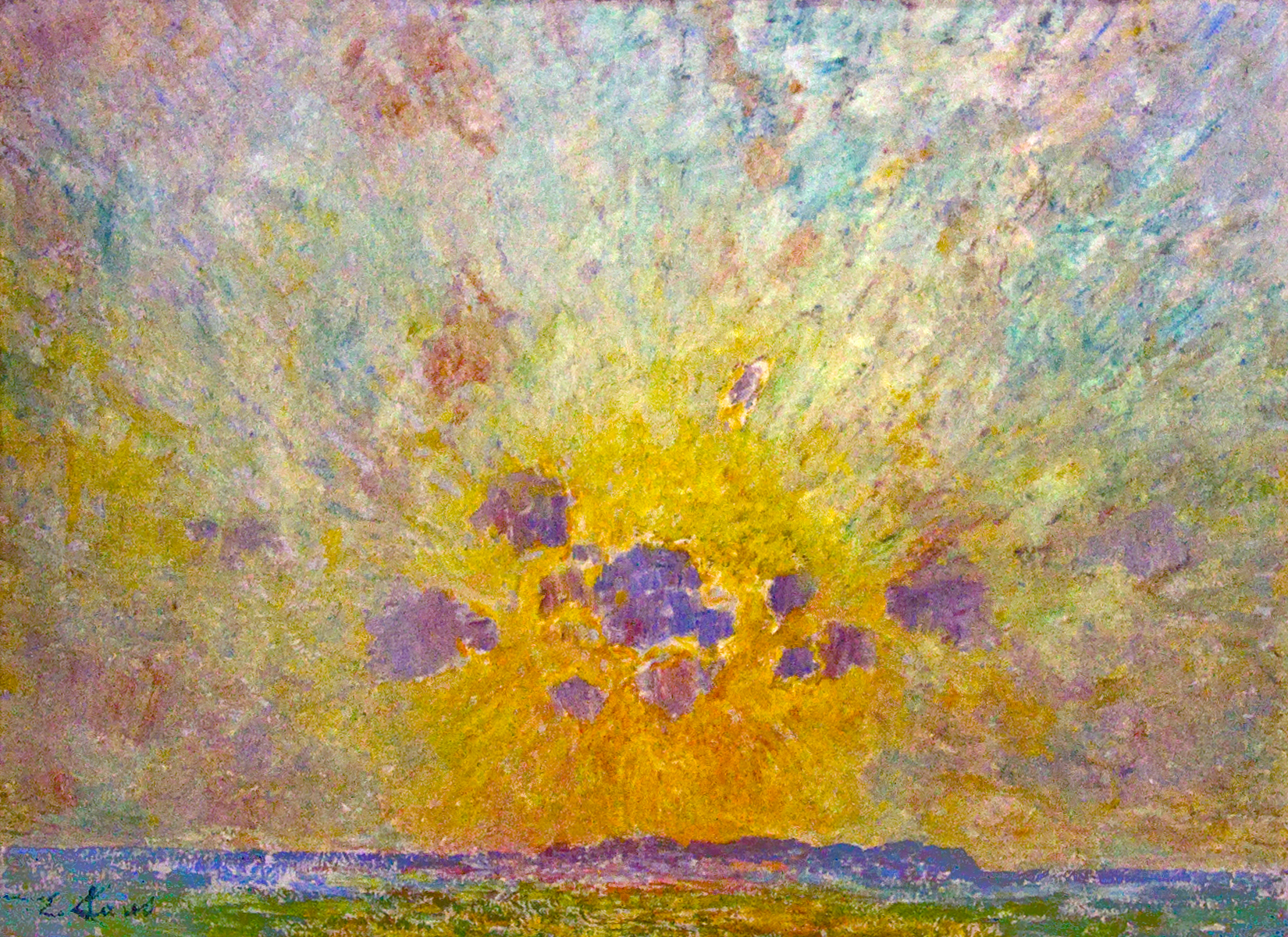
Zonnegloed, ca. 1905
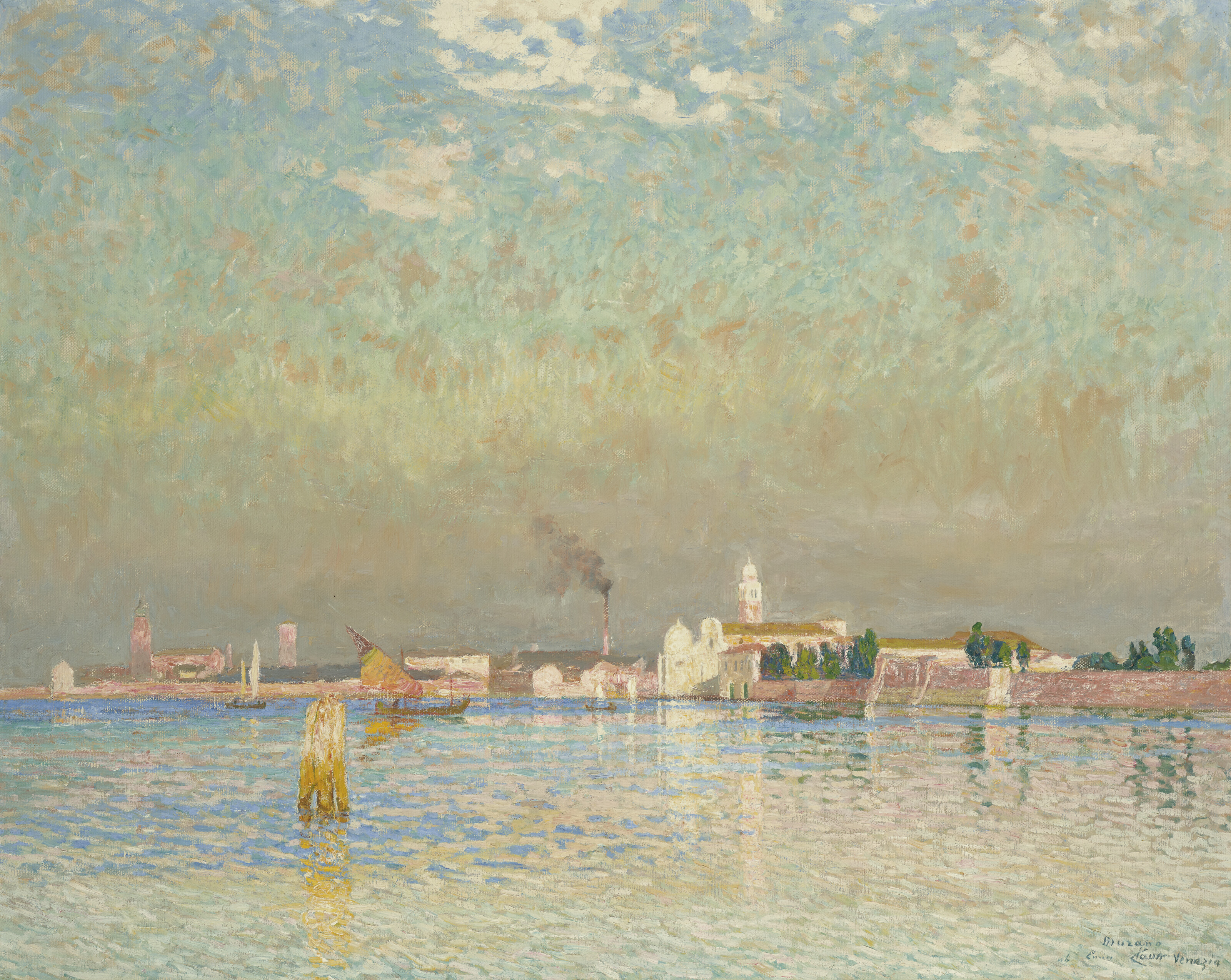
Zicht op Murano, Venetië, 1906
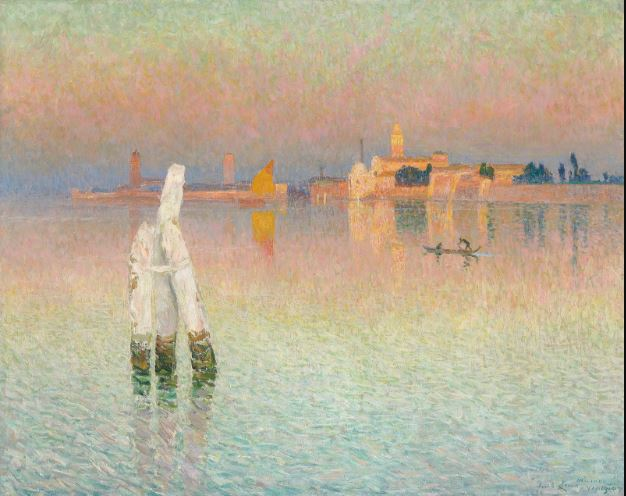
Vue sur Murano, lueur du couchant, 1906
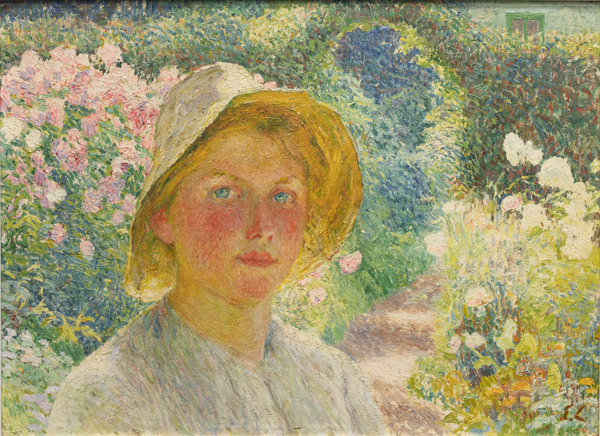
Dochter van de hovenier, 1908
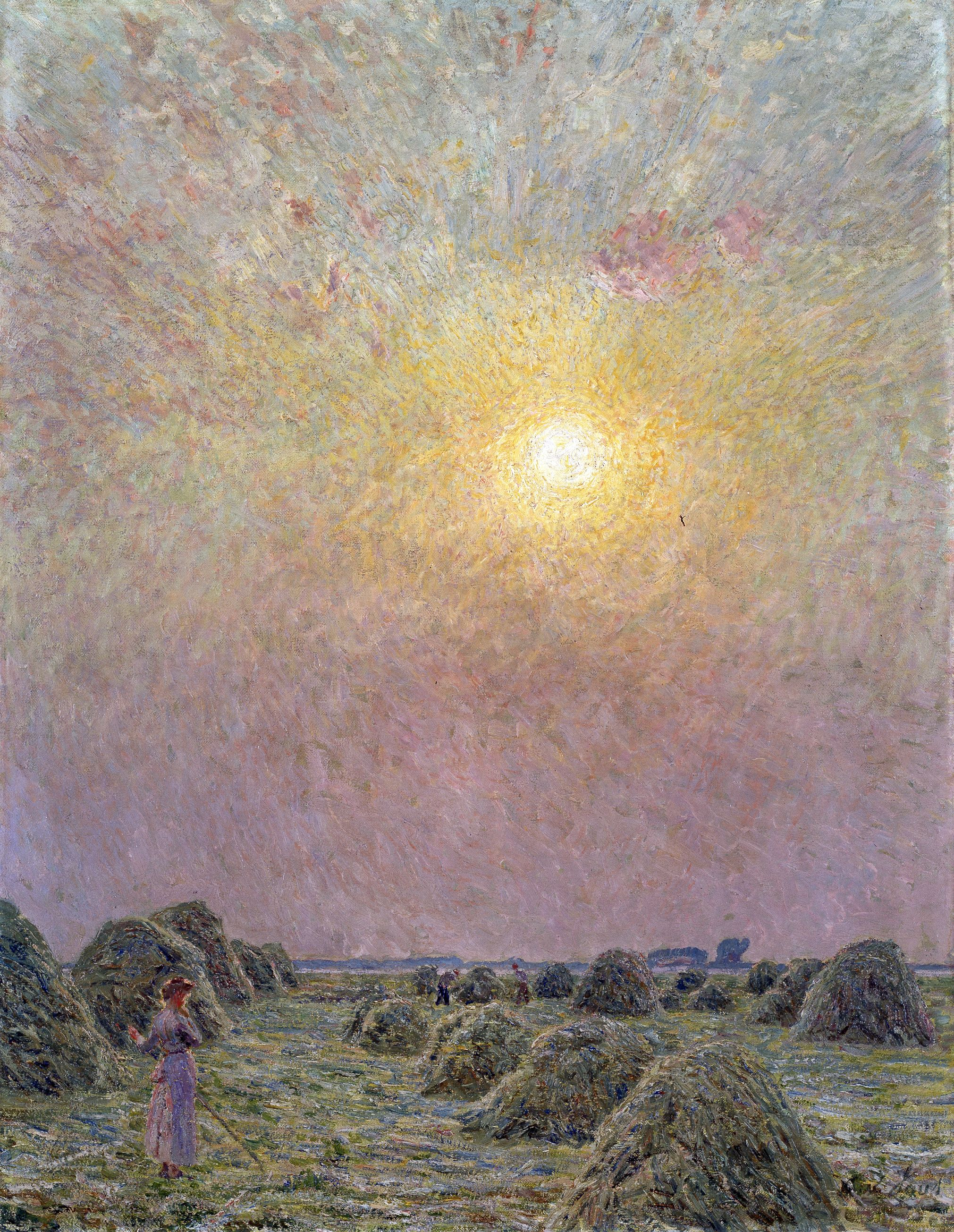
Ondergaande zon, 1911
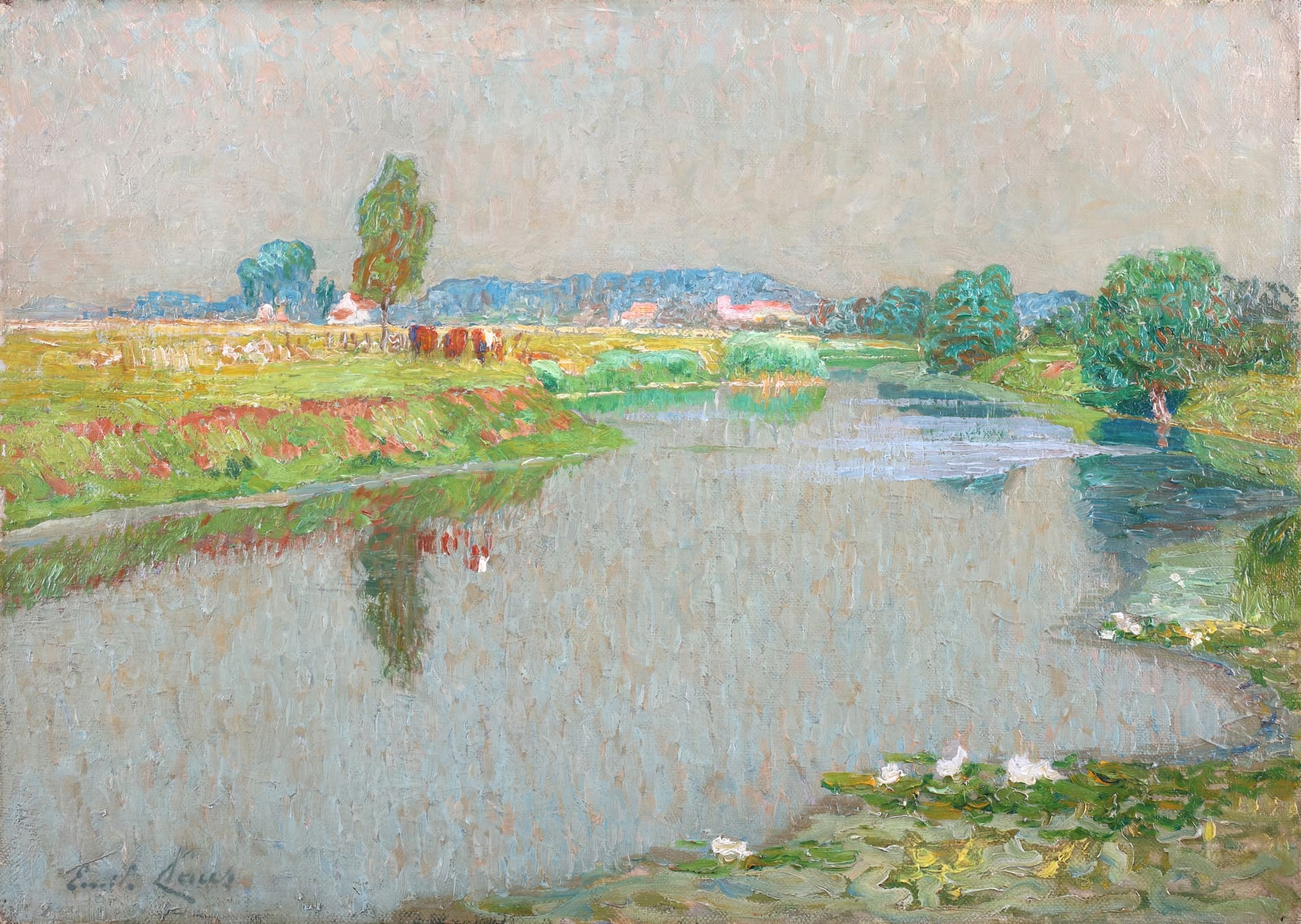
De Leie, 1912
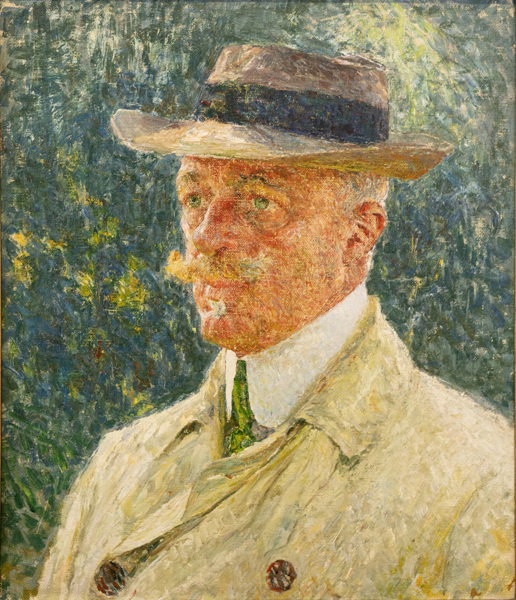
Portret Cyriel Buysse, 1913
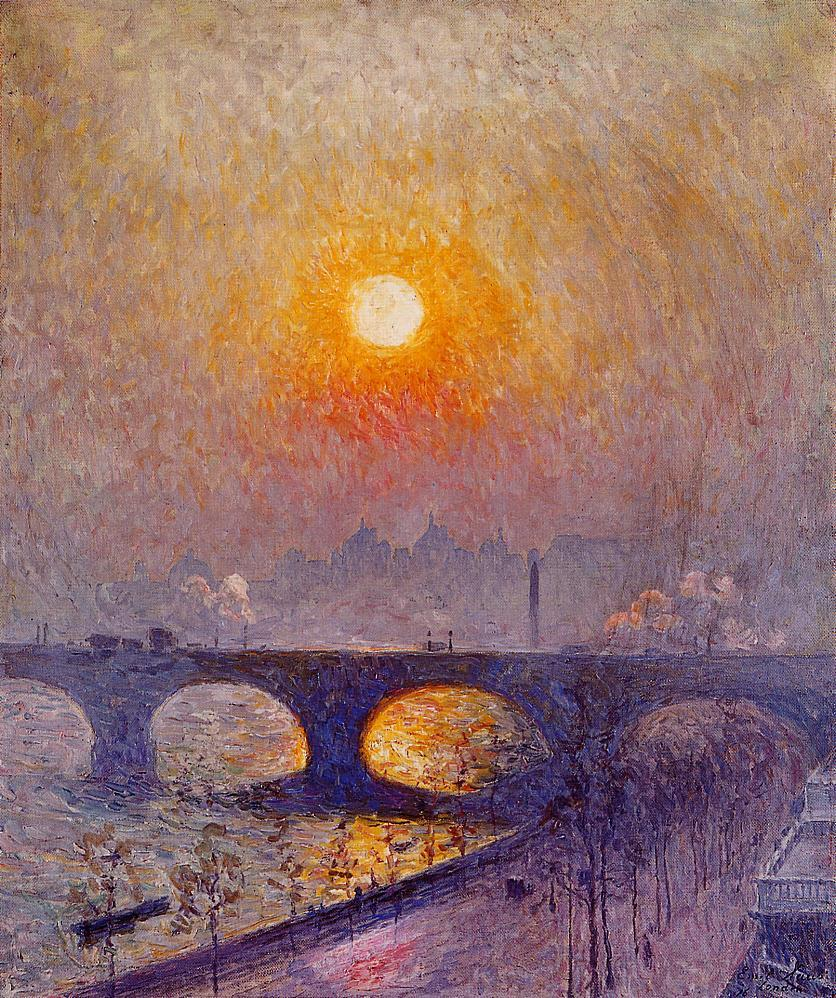
Sunset over Waterloo Bridge, 1916
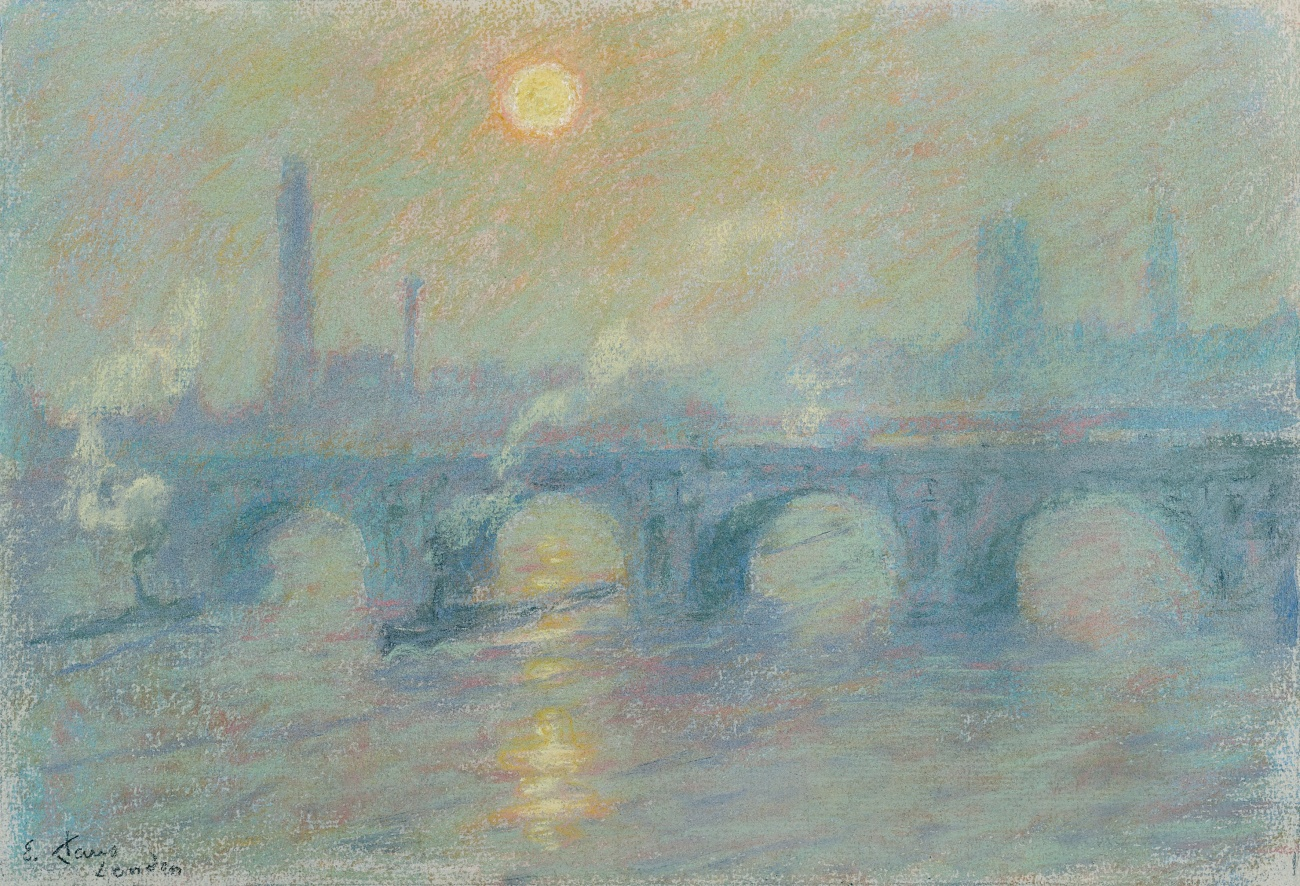
Londen, 1916-1917
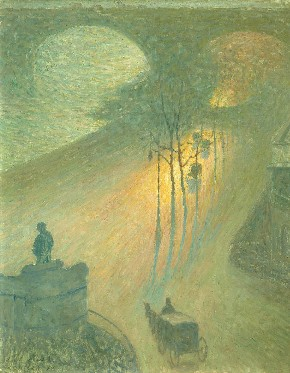
Zonsondergang, Londen, 1917
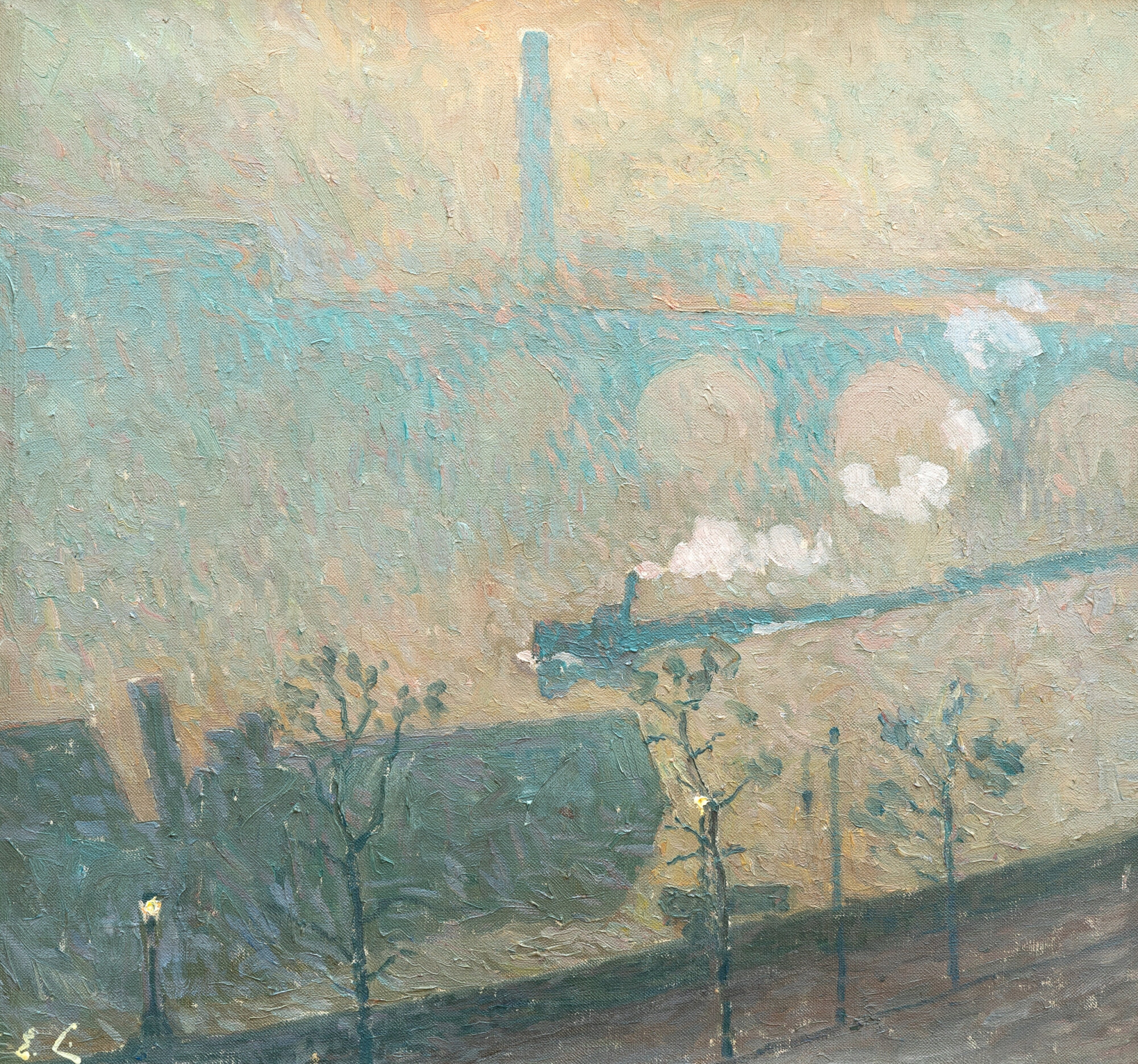
Fog. Lanternes allumées, 1916-1918
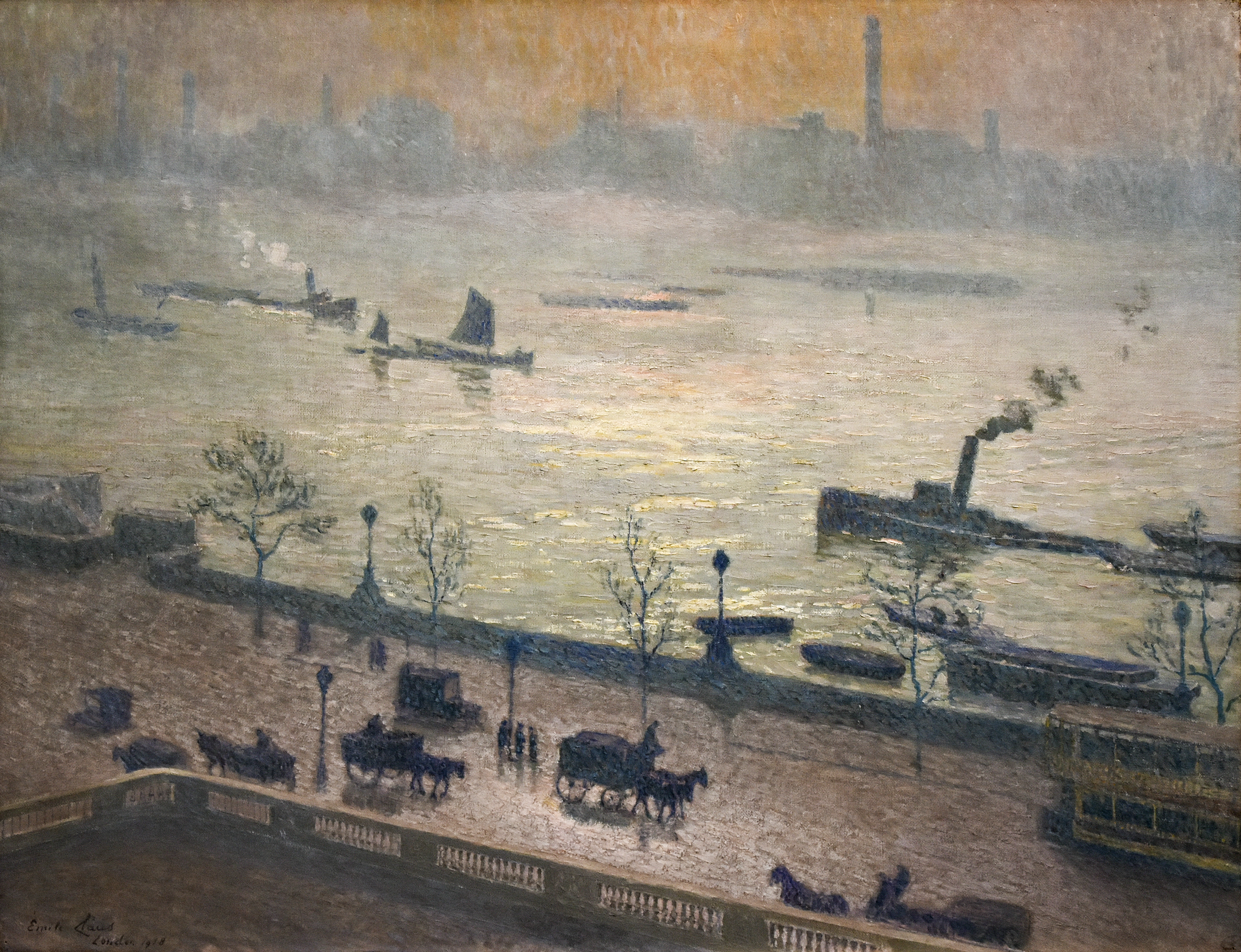
Lichtweerkaatsing 's morgens op de Theems in Londen, 1918
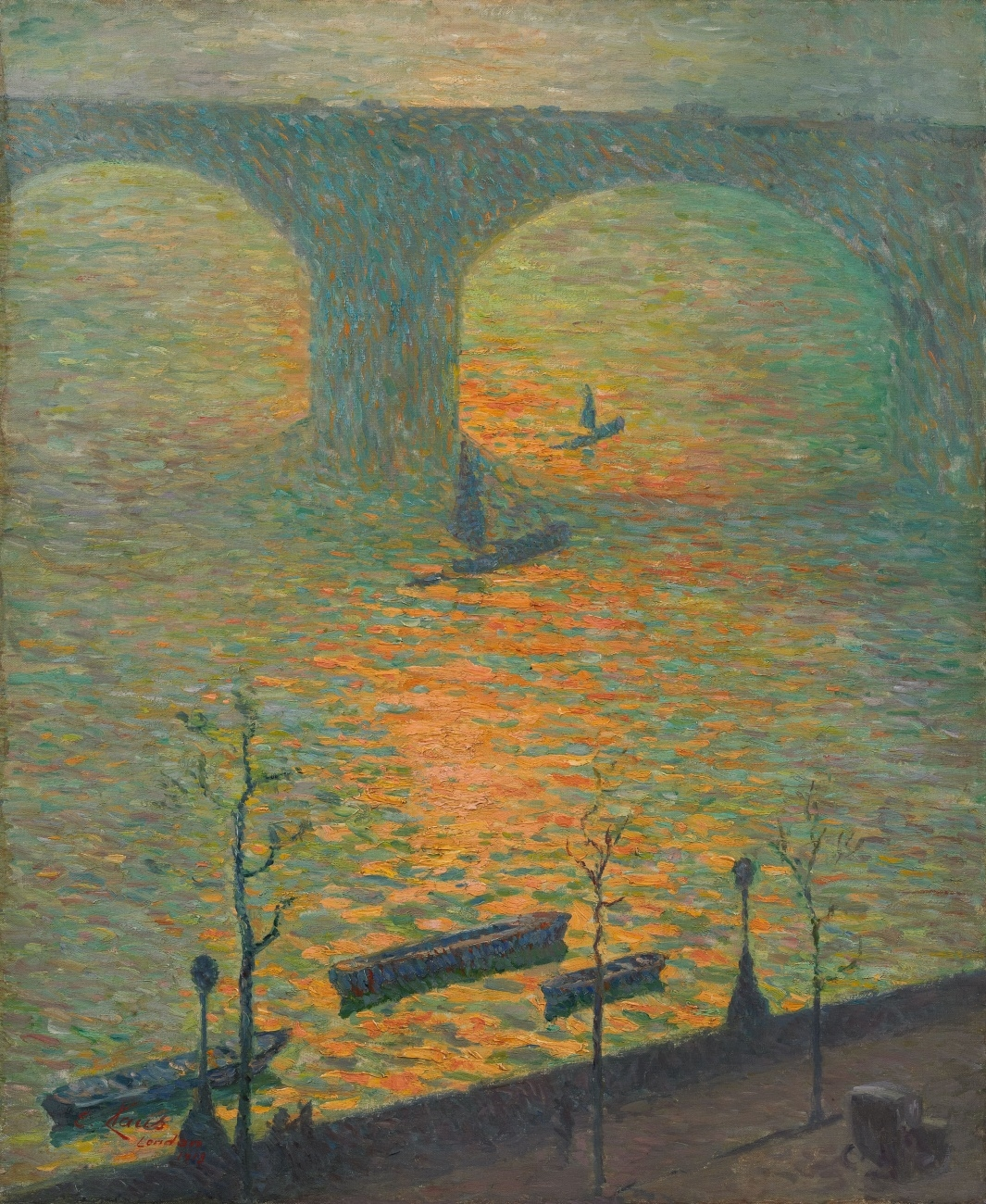
London, Waterloo Bridge, 1918
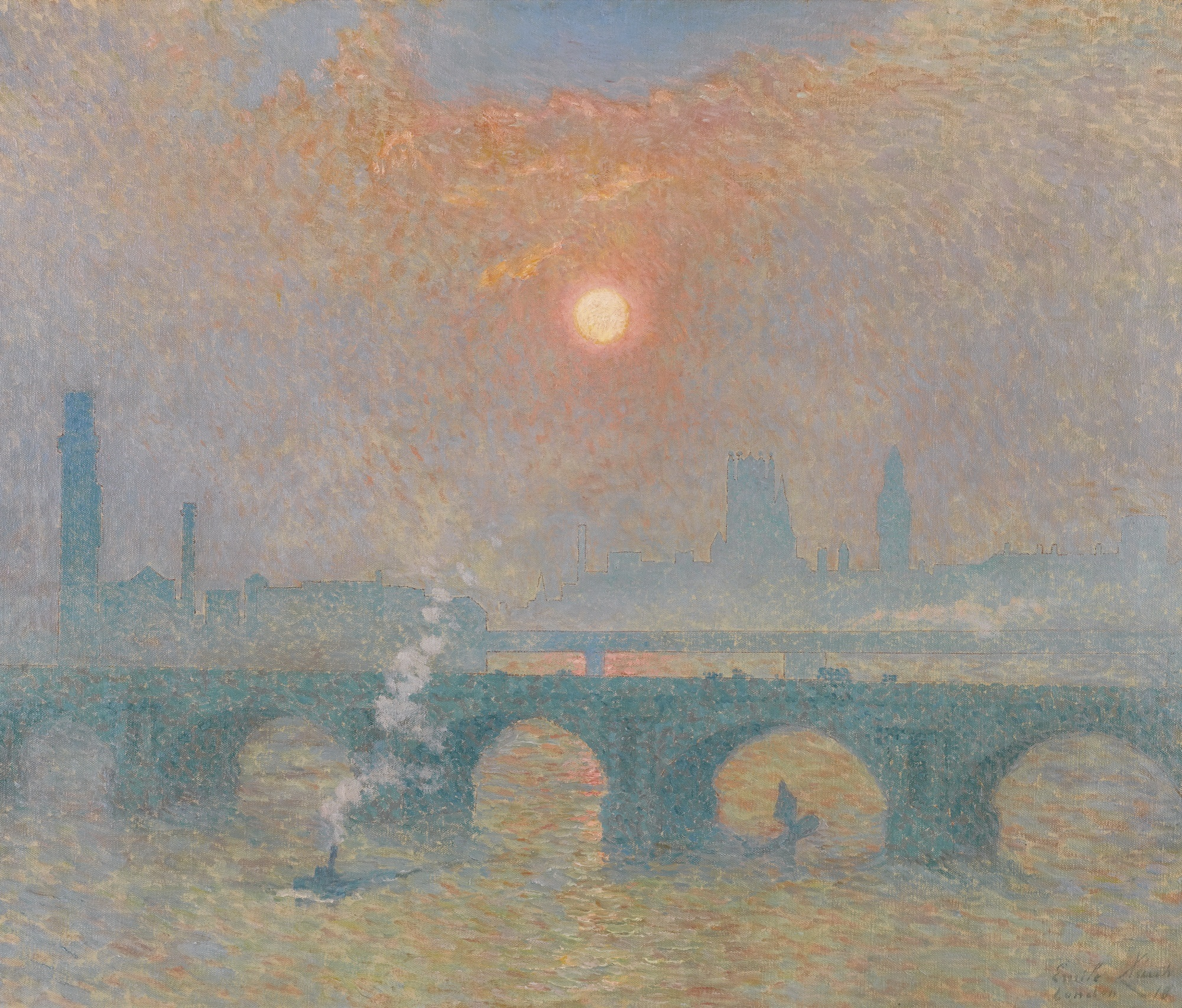
Waterloo Bridge, 1918
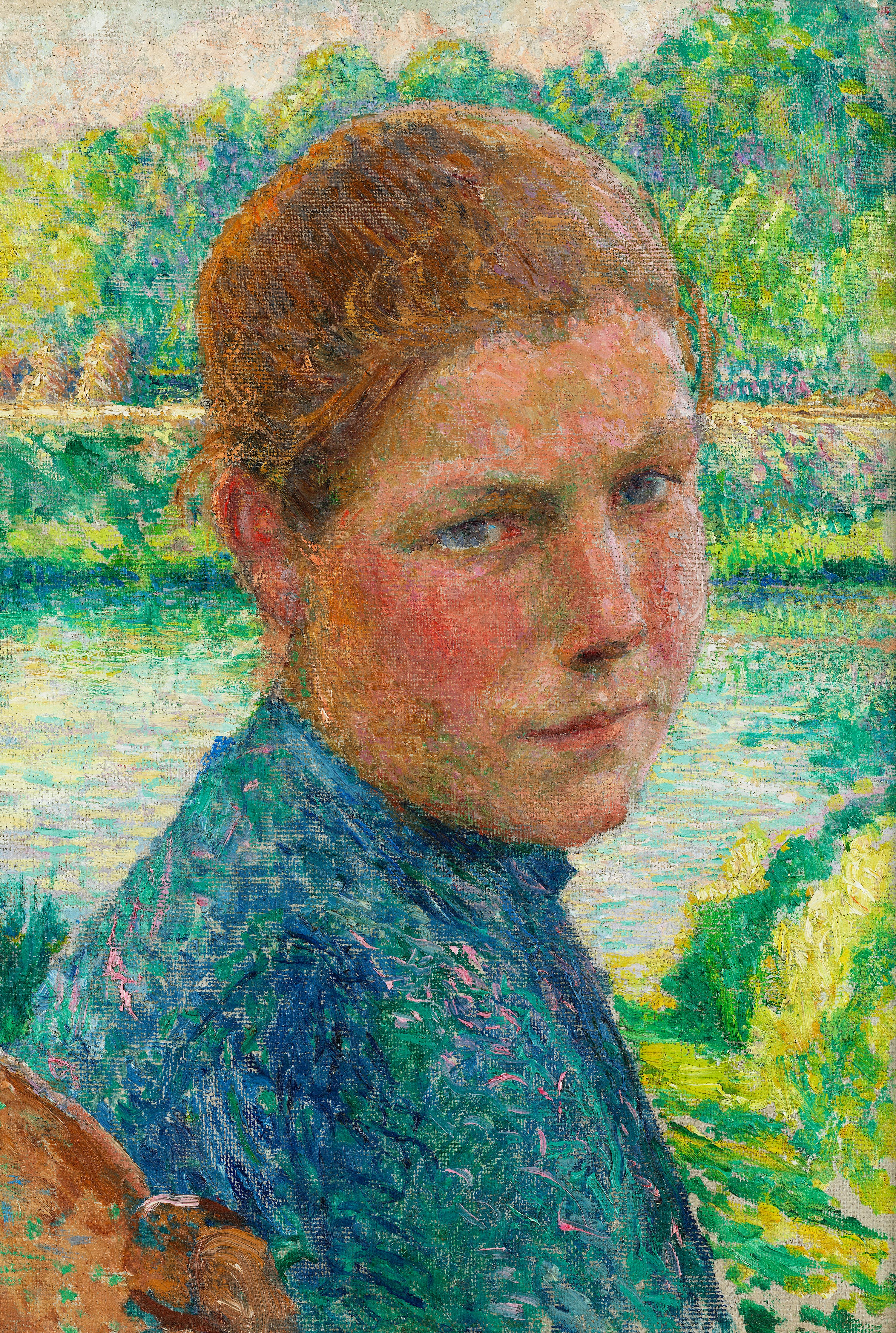
Blond meisje, datum onbekend
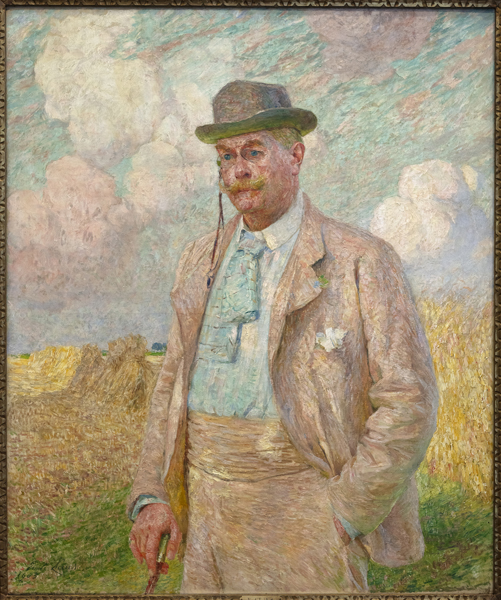
Portret van Camille Lemonnier, datum onbekend (ca. 1903)

### Overig

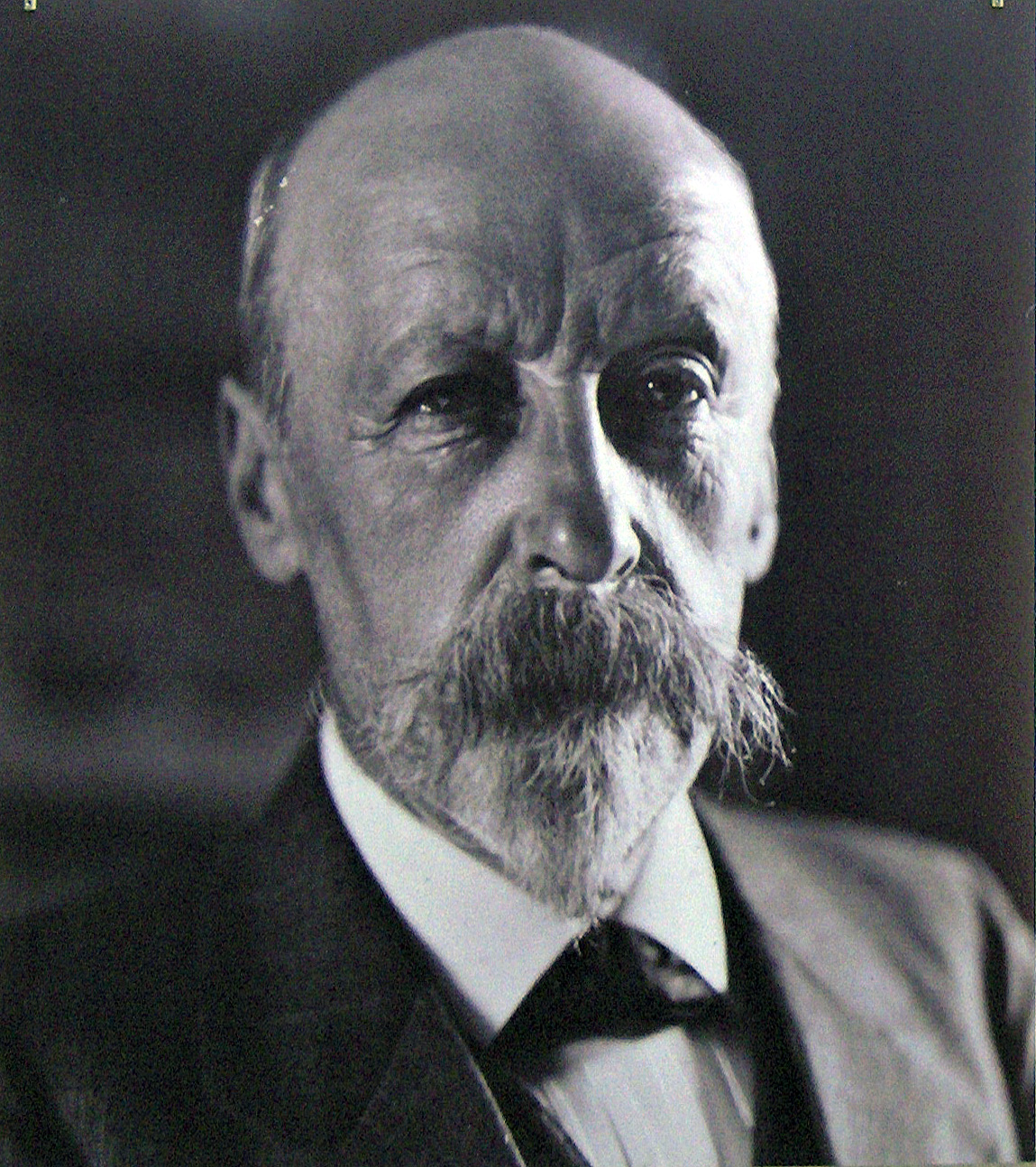
Emile Claus
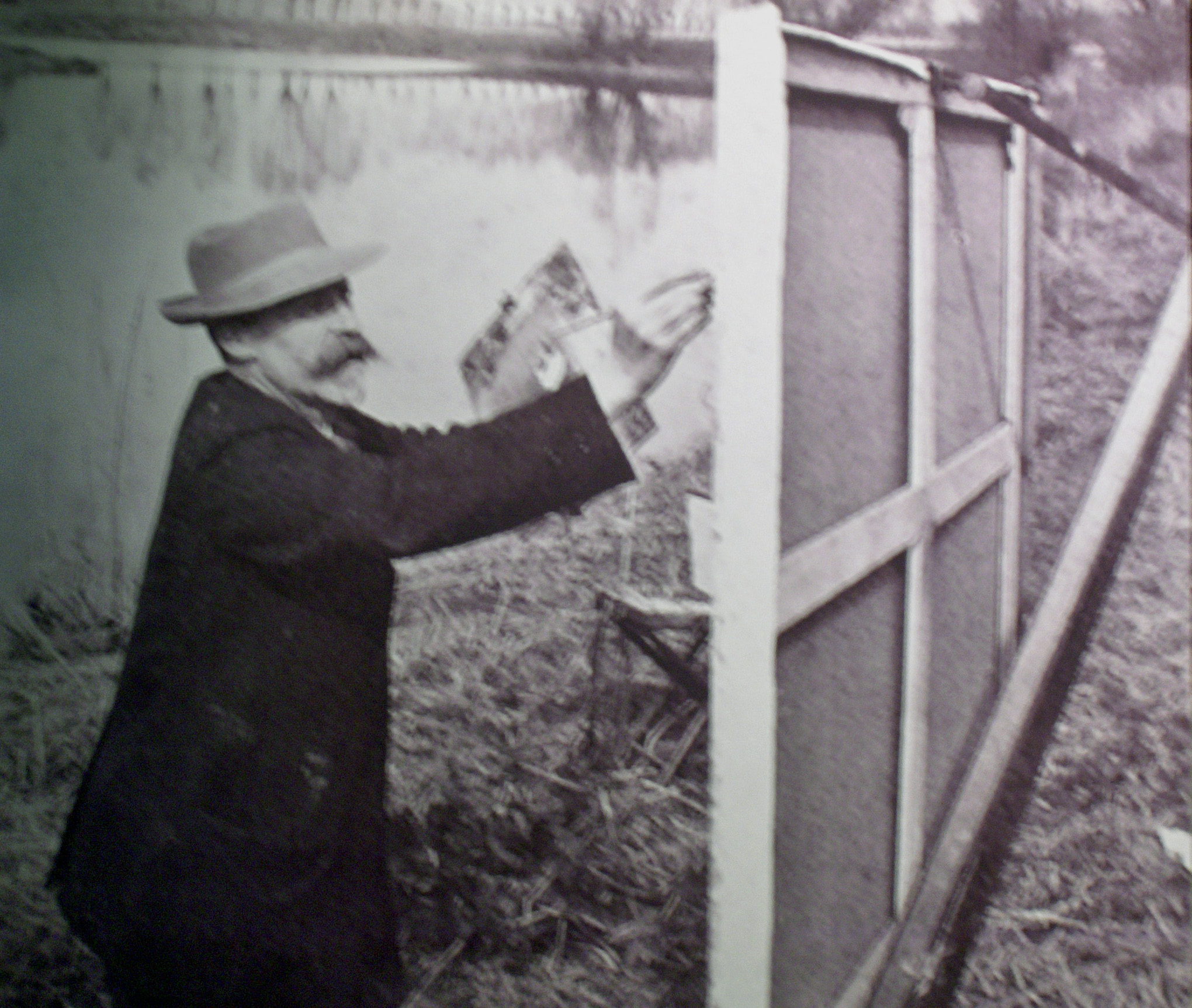
Emile Claus, schilderend langs de Leie nabij Villa Zonneschijn, Astene
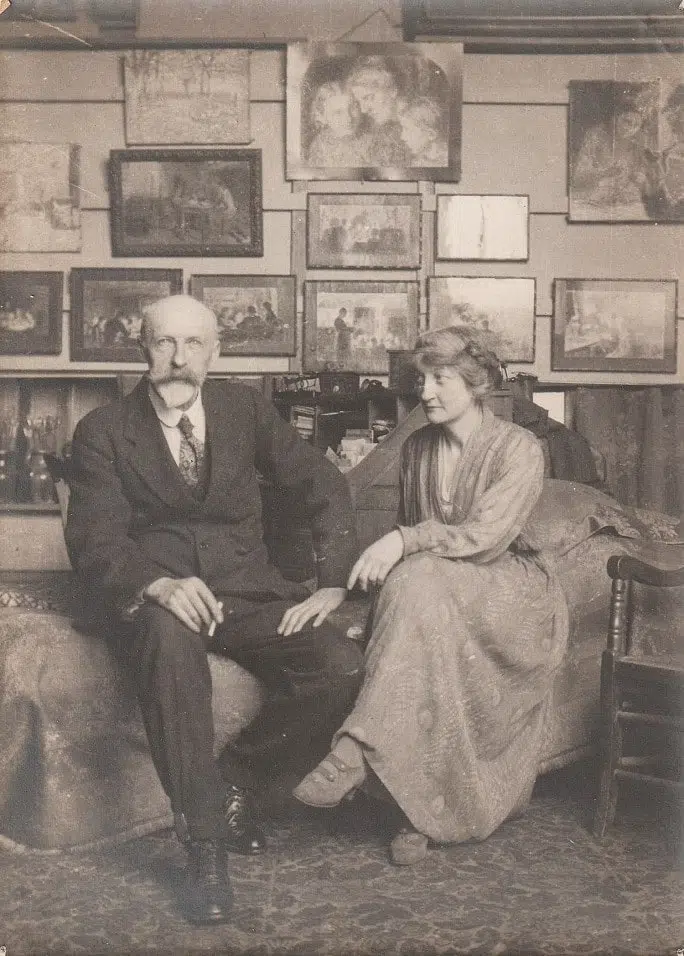
Emile Claus & Jenny Montigny
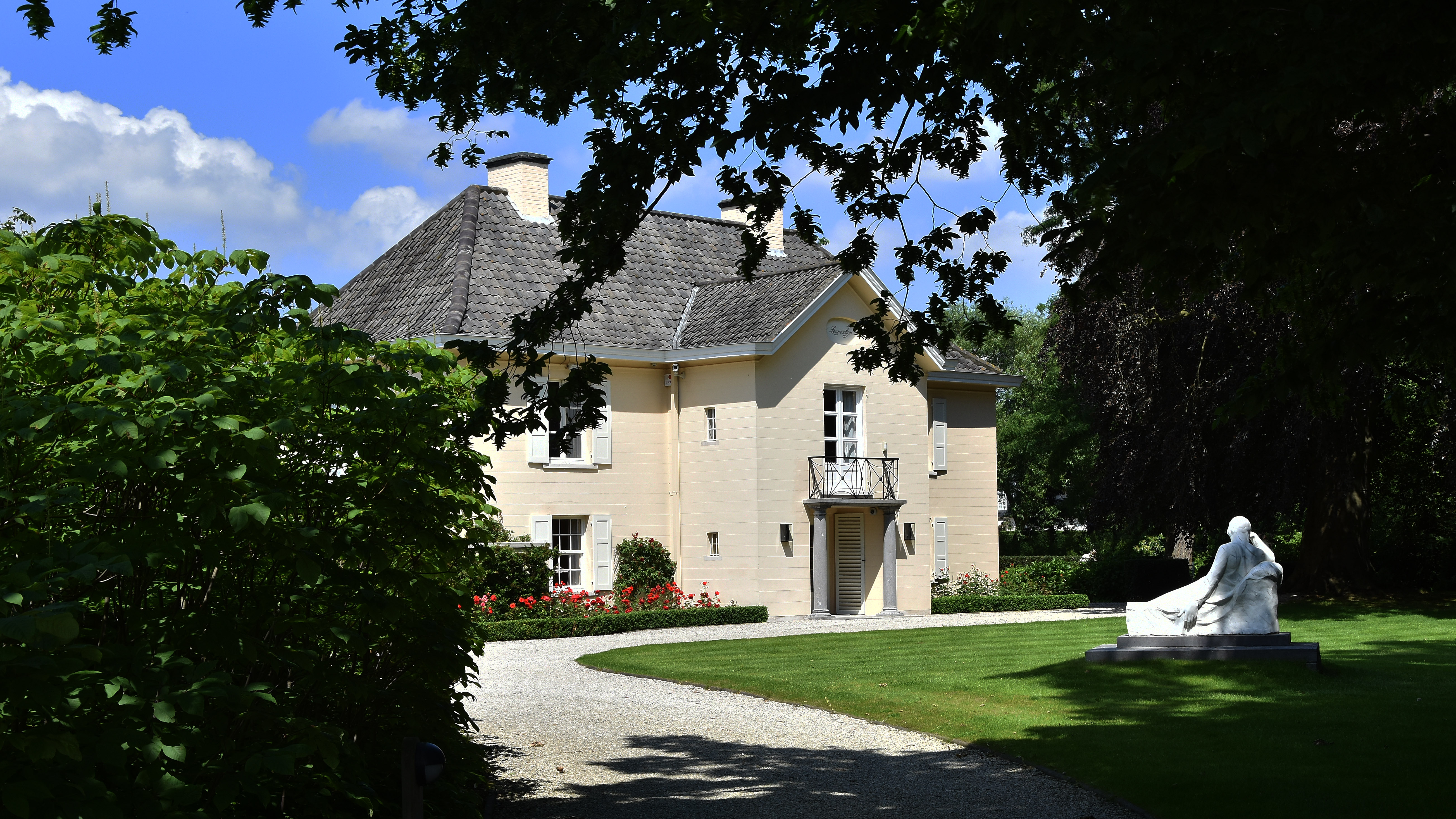
Villa Zonneschijn met "Opstanding" (1924), een wit-marmeren grafmonument voor Emile Claus door George Minne
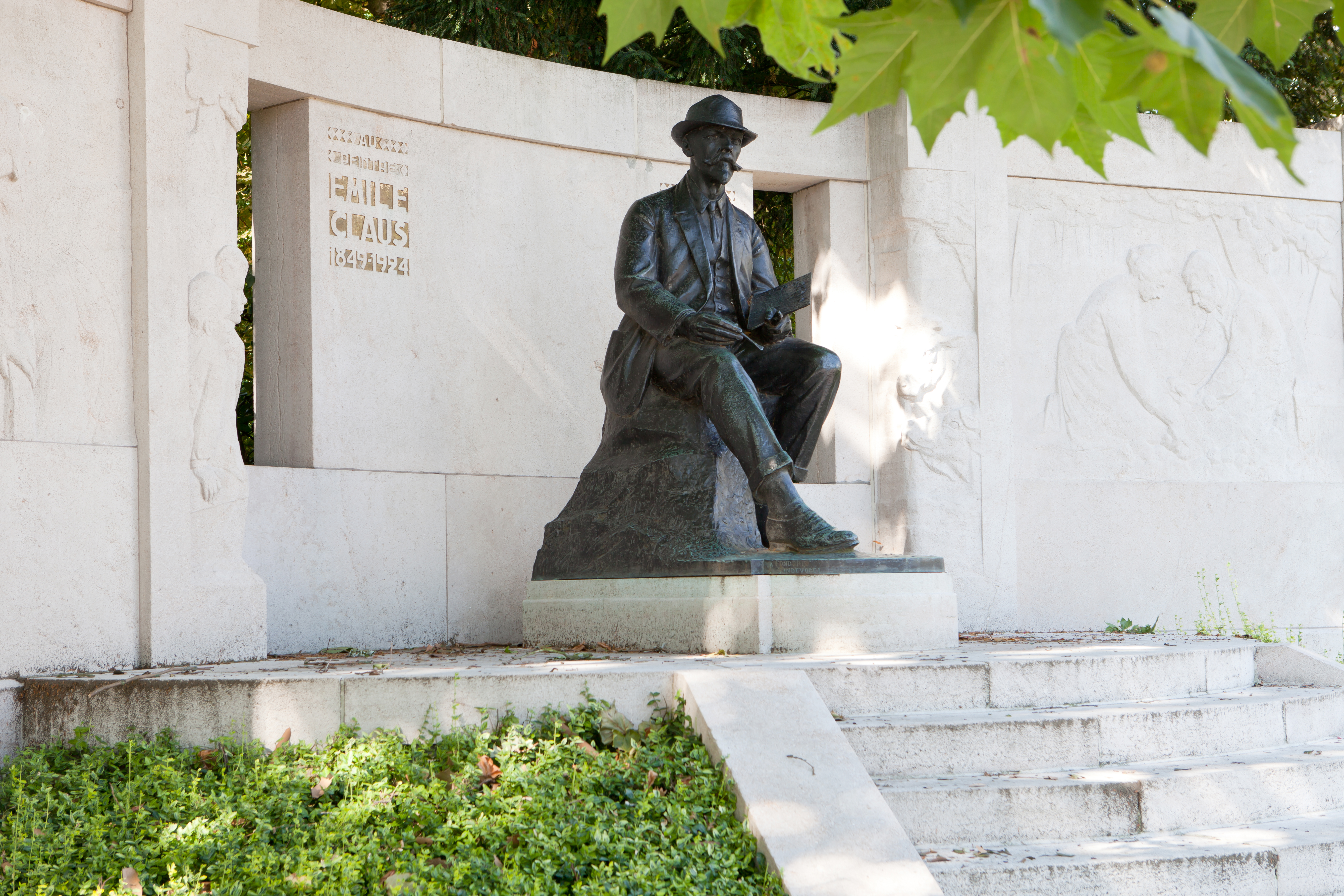
Monument ter ere van Emile Claus (1925-26), Yvonne Serruys, Citadelpark, Gent